# Pietre runiche di Ingvar
Pietre runiche di Ingvar (svedese: Ingvarstenarna) è il nome dato a circa 26 pietre runiche variaghe erette per commemorare coloro che morirono durante la spedizione vichinga nel mar Caspio guidata da Ingvar il Viaggiatore.
La spedizione di Ingvar è la sola spedizione svedese citata su molte pietre runiche. Viene superata come numero solo dalle circa 30 pietre runiche della Grecia e dalle circa 30 pietre runiche dell'Inghilterra. Fu una spedizione fatale che si svolse tra il 1036 ed il 1041 con molte navi. I Vichinghi giunsero sulle coste sud-orientali del Mar Caspio, dove sembra che abbiano partecipato alla battaglia di Sasireti, in Georgia. In pochi tornarono, molti morirono in battaglia, ma ancora più numerosi furono quelli che morirono di malattia, compreso lo stesso Ingvar.
La spedizione fu immortalata in una saga islandese dell'XI secolo, la Yngvars saga víðförla, e nella cronaca georgiana Kartlis tsovreba, dove il re Julfr della saga corrisponde a re Baghrat IV.
Accanto alla pietra runica di Tillinge in Uppland ed a quelle del Gotland, le pietre di Ingvar sono le sole iscrizioni rimaste che citano Serkland. Sotto segue una rappresentazione delle pietre, ma altre pietre associate alla spedizione sono: Sö 360, U 513, U 540, U 785, Vs 1-2, Vs 18 e Vg 184.
Le trascrizioni in lingua norrena sono in riprodotte in dialetto svedese e danese per facilitare la comprensione con le iscrizioni, mentre la traduzione in italiano si basa su quella in inglese fornita dal Rundata.

## Uppland

### U 439

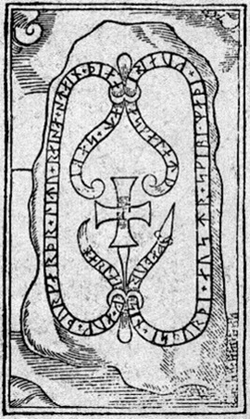
Pietra runica U 439

Questa pietra, in stile Fp, è una delle pietre runiche di Serkland. Fu trovata a Palazzo Steninge, ma ora è stata perduta. Johannes Bureus, uno dei più importanti runologi svedesi, visitò Steninge l'8 maggio 1595, facendo un disegno della pietra che sorgeva dal molo. Solo 50 anni dopo scomparve, ed in una lettera scritta nel 1645 si spiega che la pietra è stata usata per la costruzione di un nuovo molo in pietra.
L'iscrizione conteneva un poema in lingua norrena. Dei nomi nel testo, Hærlæif significa "reliquia di amore di guerriero" o "guerriero amato", e Þorgærðr è il nome di una dea, Þorgerðr, che combina il nome del dio Thor e gerðr (barricato). Ingvar, capo della spedizione, aveva un nome che significava "guerriero del dio Ing". Questa pietra viene attribuita all'erila Äskil.
Traslitterazione latina:
[harlaif × auk × þurkarþr × litu × raisa × stain × þina at × sabi faþur sin × is||sturþi × austr × skibi × maþ ikuari a/a| |askalat-/skalat-]
Trascrizione in norreno:
Hærlæif ok Þorgærðr letu ræisa stæin þenna at Sæbiorn, faður sinn. Es styrði austr skipi með Ingvari a Æistaland(?)/Særkland[i](?).
Traduzione:
"Herleif e Þorgerðr eressero questa pietra in memoria di Sæbjôrn, loro padre, che guidò una nave ad est con Ingvarr in Estonia(?)/Serkland(?)."

### U 644

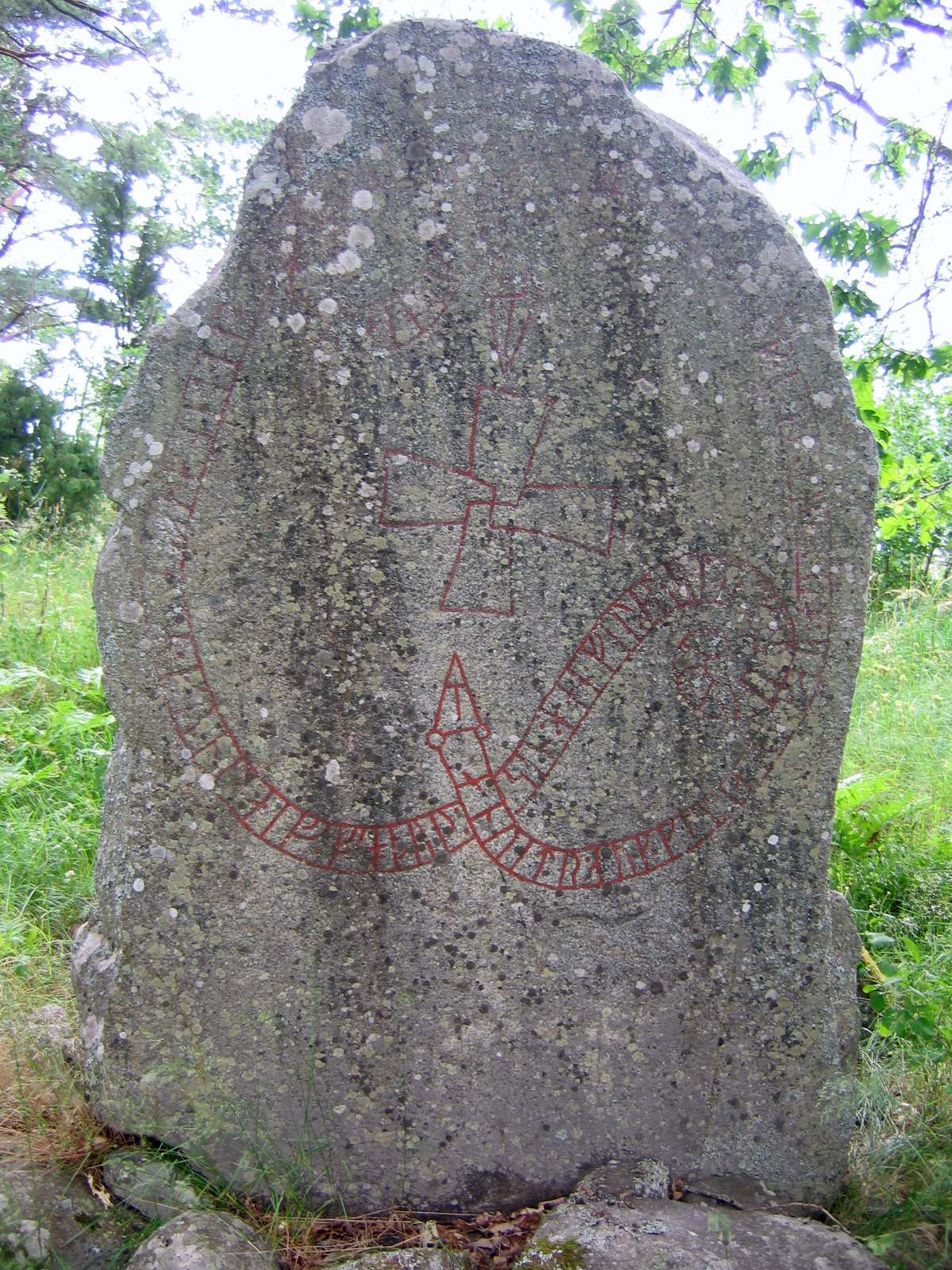
Pietra runica U 644

Questa pietra in stile Fp si trova ad Ekilla bro. Venne eretta in memoria dello stesso uomo della pietra U 654. La stessa famiglia eresse anche la U 643 che parla della morte di Andvéttr. Omeljan Pritsak ipotizza che possa essere morto nell'attacco di Vladimir II di Novgorod a Costantinopoli nel 1043.
Il monumento è alto oltre 2 metri, e viene citato la prima volta nel XVII secolo durante il controllo dei monumenti storici. Ai tempi si trovava sotto il ponte in pietra che attraversava il fiume a nord di Ekilla. Sarebbe rimasta li fino al 1860, quando fu spostata con grande difficoltà da Richard Dybeck. Dopo un primo fallimentare tentativo, un gruppo di 12 uomini riuscì a spostarla fuori dall'acqua ed a portarla 25 metri a nord del ponte, dove ancora si trova. Vicino vi sono due tumuli ed un monumento di menhir. C'erano prima altre due pietre sul ponte, ma sono state spostate ad Ekolsund all'inizio del XIX secolo. Una di loro parlava della stessa famiglia della pietra U 644, e venne eretta per ricordare Andvéttr ed i figli Gunnleifr e Kárr (uno dei figli ha lo stesso nome del nonno e l'altro dello zio).
L'iscrizione termina con una preghiera cristiana, che dimostra come la famiglia fosse cristiana. Si cree che andinni ("lo spirito") sia la forma definita, dato che si tratta di una categoria grammatica che apparve in lingua norrena alla fine dell'epoca vichinga. Sarebbe rimasta raramente anche nelle leggi provinciali svedesi mediali. La stessa forma fu usata su una pietra perduta nelle vicinanze che, comunque, non fu scolpita dallo stesso mastro runico, il che suggerisce l'idea che due maestri si trovassero nella regione ed utilizzavano le stesse innovazioni linguistiche.
Traslitterazione latina:
an(u)(i)(t)r : auk * kiti : auk * kar : auk * blisi * auk * tiarfr * þir * raistu * stain þina * aftiR * kunlaif * foþur : sin han : fil * austr : miþ : ikuari kuþ heabi ontini
Trascrizione in norreno:
Andvettr ok <kiti> ok Karr ok Blesi ok DiarfR þæiR ræistu stæin þenna æftiR Gunnlæif, faður sinn. Hann fell austr með Ingvari. Guð hialpi andinni.
Traduzione:
"Andvéttr e <kiti> e Kárr e Blesi e Djarfr, essi eressero questa pietra in memoria di Gunnleifr, loro padre. Egli cadde ad est con Ingvarr. Possa Dio aiutare (il suo) spirito."

### U 654

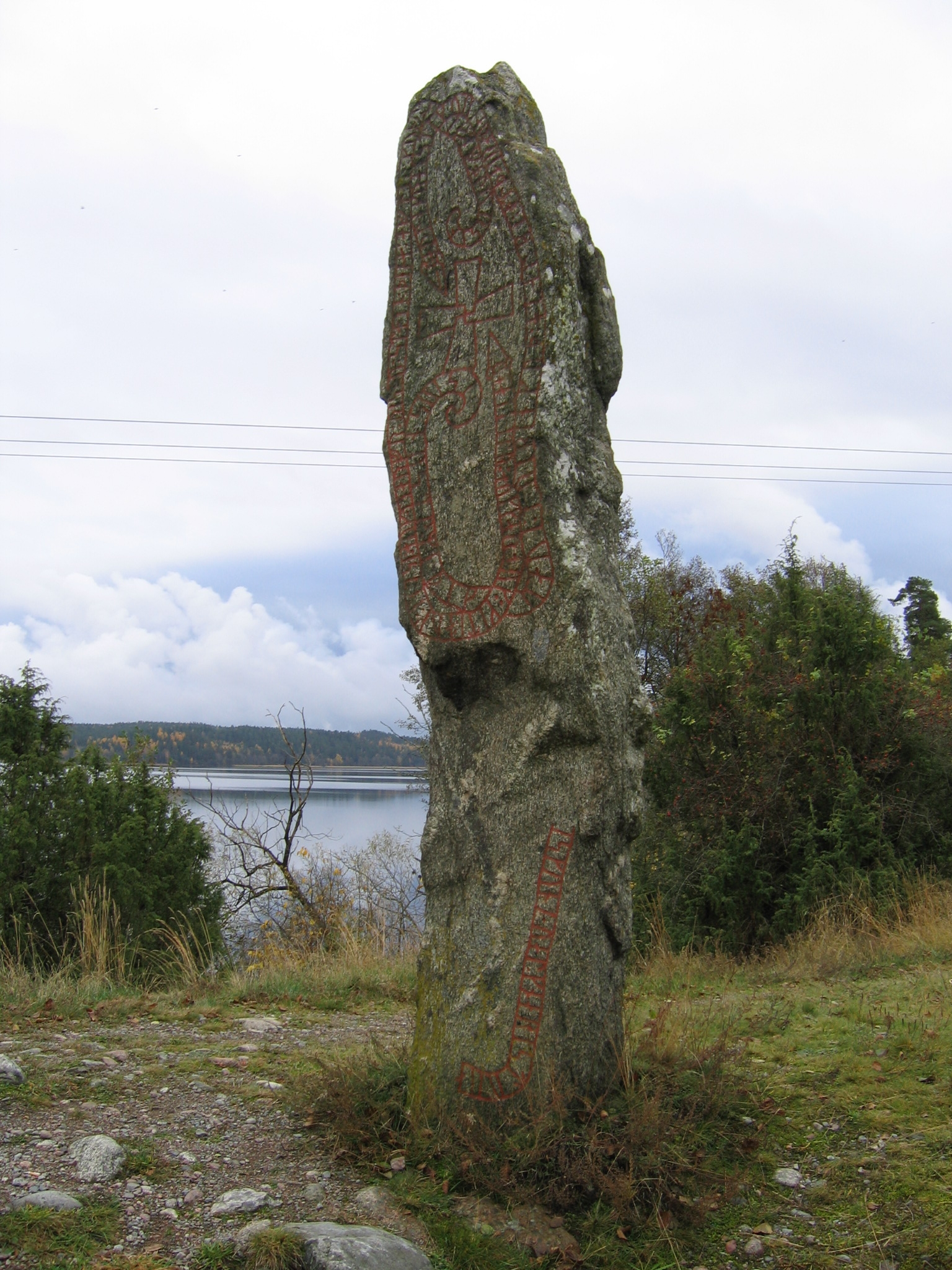
Pietra runica U 654

La pietra di Varpsund è in stile Fp. È alta quasi tre metri, e si trova su un promontorio tra Stora Ullfjärden ("Grande fiordo di Ullr") e Ryssviken ("Baia dei Russi") tanto da renderla visibile sia a coloro che viaggiano su terra che su acqua. Contiene un poema in lingua norrena.
La pietra venne disegnata nel 1599 da Johannes Bureus, e nel XVII secolo su un disegno di Johan Hadorph e Johan Leitz. Sfortunatamente i nomi dei due fratelli citati sulla pietra erano già persi al tempo. I due fratelli eressero una seconda pietra (U 644) ad Ekilla Bro pochi chilometri a sud di Varpsund,, grazie alla quale gli studiosi hanno dedotto i nomi Andvéttr e Blesi.
Il nome del mastro runico è parzialmente inciso, è l'ultima runa è scomparsa, ma era probabilmente Alrikr. È una caratteristica di questo maestro l'uso della runa-r al posto della runa-R. Inoltre, la runa-u viene probabilmente usata su questa pietra per una a u-umlauta. Si tratta di elementi tipici del dialetto norreno islandese e norvegese (lingua norrena occidentale).
L'iscrizione cita knarr, un grande vascello commerciale con un'ampia stiva. Lo knarr viene citato in cinque altre pietre runiche di epoca vichinga, due in Södermanland e tre in Uppland. Una sesta iscrizione è stata rinvenuta nella chiesa medievale di Sakshaug nel fiordo di Trondheim, Norvegia, dove qualcuno ha scolpito l'immagine di uno knarr scrivendo in rune "c'era uno knarr fuori".
La stessa famiglia eresse anche la pietra U 643, che cita la morte di Andvéttr. Omeljan Pritsak ipotizza che possa essere morto nell'attacco di Vladimir II di Novgorod a Costantinopoli nel 1043.
Traslitterazione latina:
+ a--itr : auk * ka(r) auk : kiti : auk : -[l]isi : auk * tiarfr : ris[t]u : stain : þena : aftir : kunlaif : foþur sin is u[a]s nus(t)(r) * m[i](þ) ikuari : tribin kuþ : hialbi : o(t) þaira al-ikr| |raistik * runar is kuni + ual * knari stura
Trascrizione norrena:
A[ndv]ettr ok Karr ok <kiti> ok [B]lesi ok DiarfR ræistu stæin þenna æftiR Gunnlæif, faður sinn. Es vas austr með Ingvari drepinn. Guð hialpi and þæiRa. Al[r]ikR(?) ræist-ek runaR. Es kunni val knærri styra.
Traduzione:
"Andvéttr e Kárr e <kiti> e Blesi e Djarfr eressero questa pietra in memoria di Gunnleifr, loro padre, ucciso ad est con Ingvarr. Possa Dio aiutare i loro spiriti. Alríkr(?), I ho scolpito le rune. Poteva guidare bene una nave cargo".

### U 661

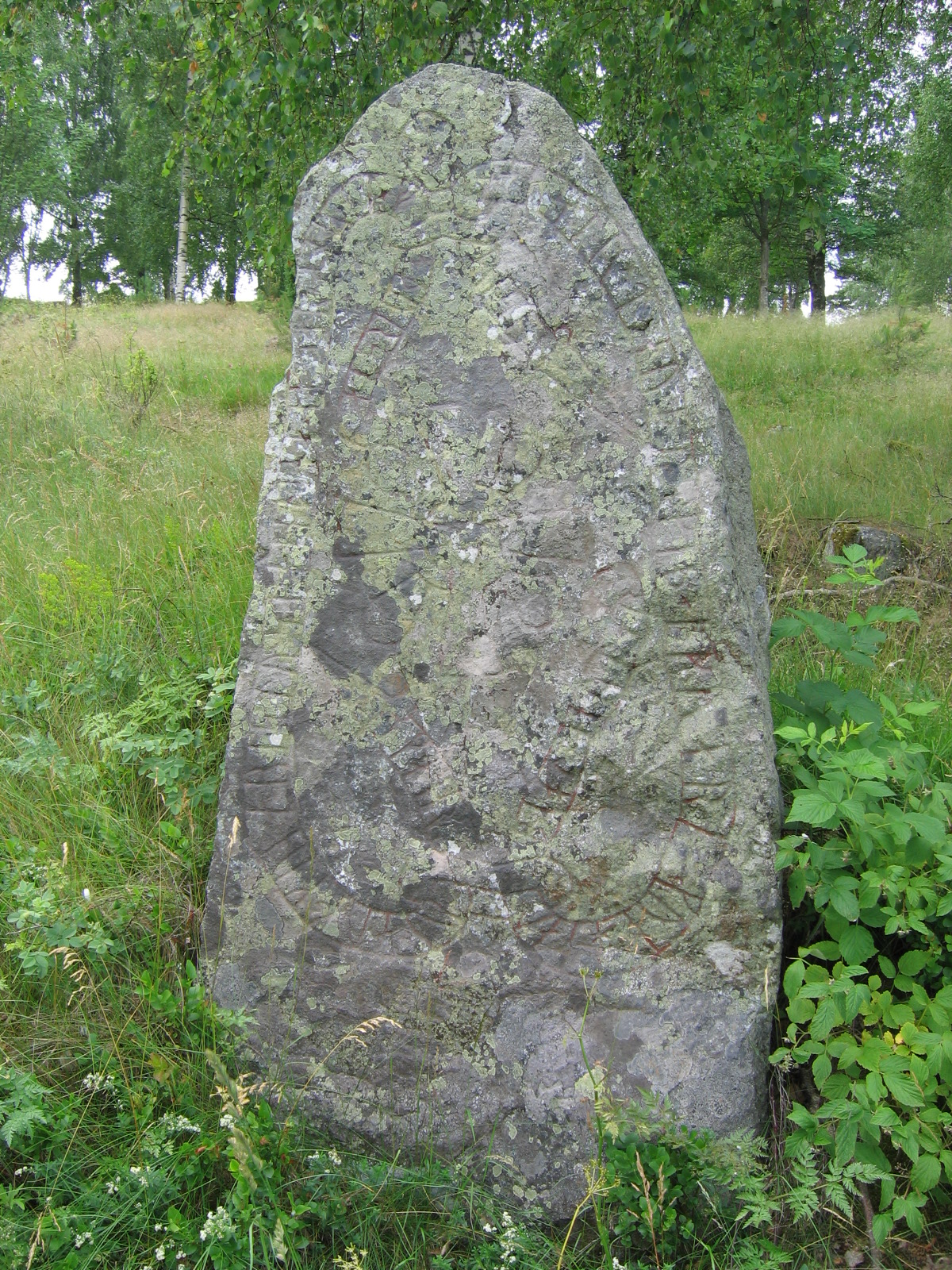
Pietra runica U 661

Questa pietra è in stile Fp. Si trova circa 500 metri a sud-ovest della chiesa di Råby, in un cimitero con circa 175 monumenti preistorici. Tra questi monumenti vi sono molti menhir, la maggior parte dei quali disposti in un cerchio di pietre, 34 tumuli ed un ometto triangolare. La pietra runica contiene un poema in lingua norrena. La pietra fu esaminata all'inizio del XVII secolo da Johannes Bureus, che la incluse nel suo libro Monumenta Sveo-Gothica Hactenus Expulta.
Lo stile della pietra è in linea con molte delle pietre di Ingvar, ma si discute del fatto che sia stata scolpita dallo stesso mastro runico o meno. È utile sapere che la runa-u sembra essere usata al posto di una "a" u-umlauta', un umlaut utilizzato in Svezia, ma tipico del dialetto islandese e norvegese (lingua norrena occidentale).
Traslitterazione latina:
kairui × auk × kula × ristu × stain þina × aftir × onunt × foþur sia is uas × austr × tauþr × miþ × ikuari × kuþ × hialbi ot × onutar
Trascrizione norrena:
GæiRvi ok Gulla ræistu stæin þenna æftiR Anund, faður sinn. Es vas austr dauðr með Ingvari. Guð hialpi and AnundaR.
Traduzione:
"Geirvé e Gulla eressero questa pietra in memoria di Ônundr, loro padre, che morì ad est con Ingvarr. Possa Dio aiutare lo spirito di Ônundr".

### U 778

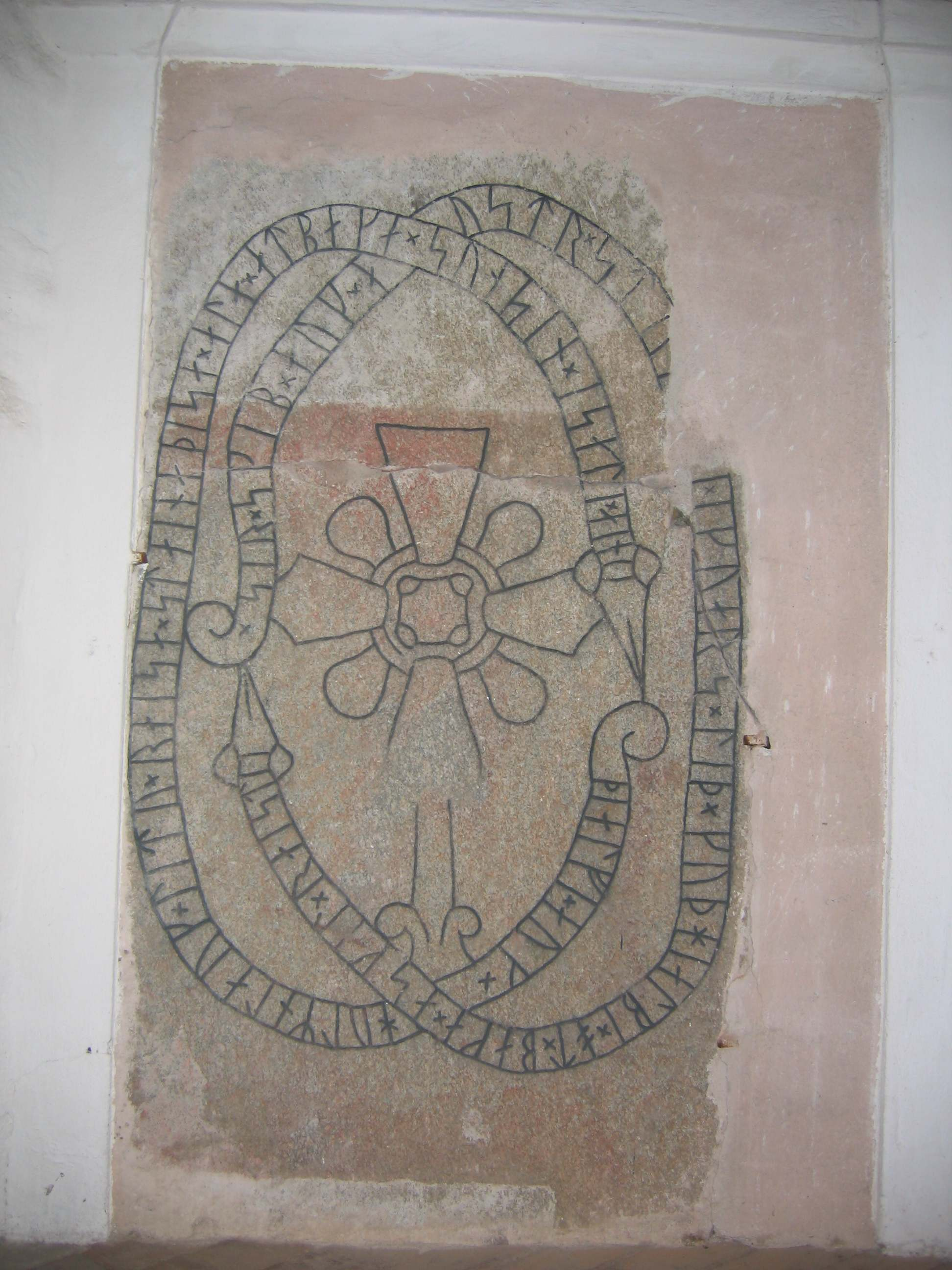
Pietra runica U 778

Questa pietra è in stile Fp e fu scolpita dal mastro runico Áskell. Si trova nel pronao della chiesa di Svinnegarn. Contiene un poema in lingua norrena.
Il testo si riferisce al lið di Ingvar. Questo termine, tradotto nel Rundata come "seguito", viene spesso usato per riferirsi alle Þingalið, le forze scandinave che servirono i re inglesi tra il 1013 ed il 1066, e venne usato sulla pietra U 668. È stato ipotizzato che lið potesse anche riferirsi ad un "gruppo di navi".
Traslitterazione latina:
þialfi × auk × hulmnlauk × litu × raisa × staina þisa × ala × at baka × sun sin × is ati × ain × sir × skib × auk × austr × stu[rþi ×] i × ikuars × liþ × kuþ hialbi × ot × baka × ask(i)l × raist
Trascrizione norrena:
Þialfi ok Holmlaug letu ræisa stæina þessa alla at Banka/Bagga, sun sinn. Es atti æinn seR skip ok austr styrði i Ingvars lið. Guð hialpi and Banka/Bagga. Æskell ræist.
Traduzione:
"Þjalfi e Holmlaug fecero erigere tutte queste pietre in memoria di Banki/Baggi, loro figlio, che da solo prese una nave e navigò verso est al seguito di Ingvarr. Possa Dio aiutare lo spirito di Banki's/Baggi. Áskell la scolpì".

### U 837

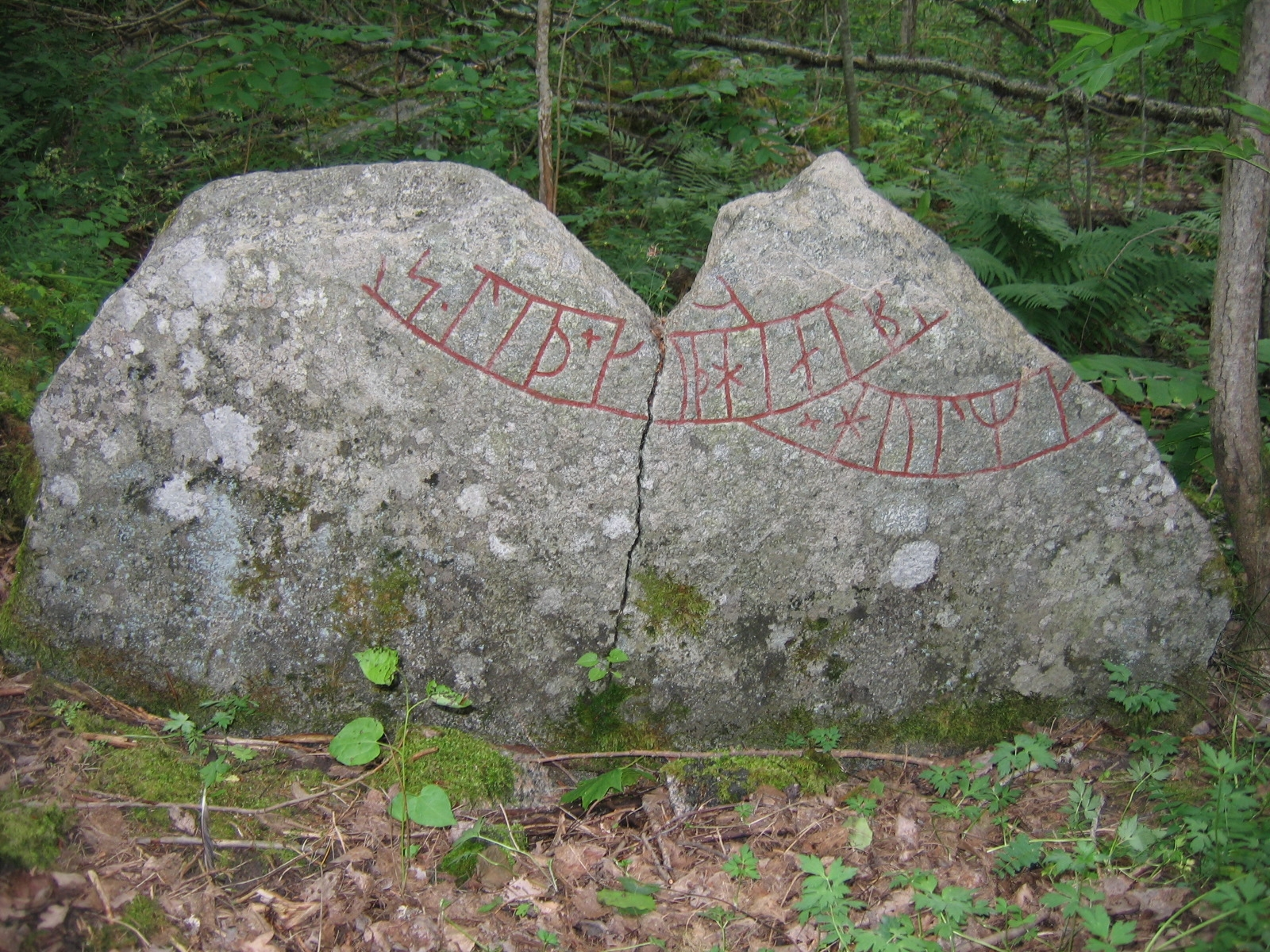
Pietra runica U 837

Questa pietra si trova ad Alsta, Nysätra. Fu scoperta negli anni quaranta da un ragazzo del posto, ed una successiva ricerca non riuscì a portare alla luce i pezzi mancanti. Si trova oggi nella foresta a circa 100 metri dalla strada. La sua associazione con Ingvar si basa sulle rune rimaste -rs + liþ, che sembrano combaciare con ikuars × liþ ("seguito di Ingvar") sulla pietra U 778.
Traslitterazione latina:
... ...k × hulmk... ... ...(r)s + liþ × kuþ × hialb(i) ...
Trascrizione norrena:
... [o]k Holmg[æiRR](?) ... [Ingva]rs(?) lið. Guð hialpi ...
Traduzione:
"... e Holmgeirr(?) ... seguito di Ingvarr(?). Possa Dio aiutare..."

### U 1143

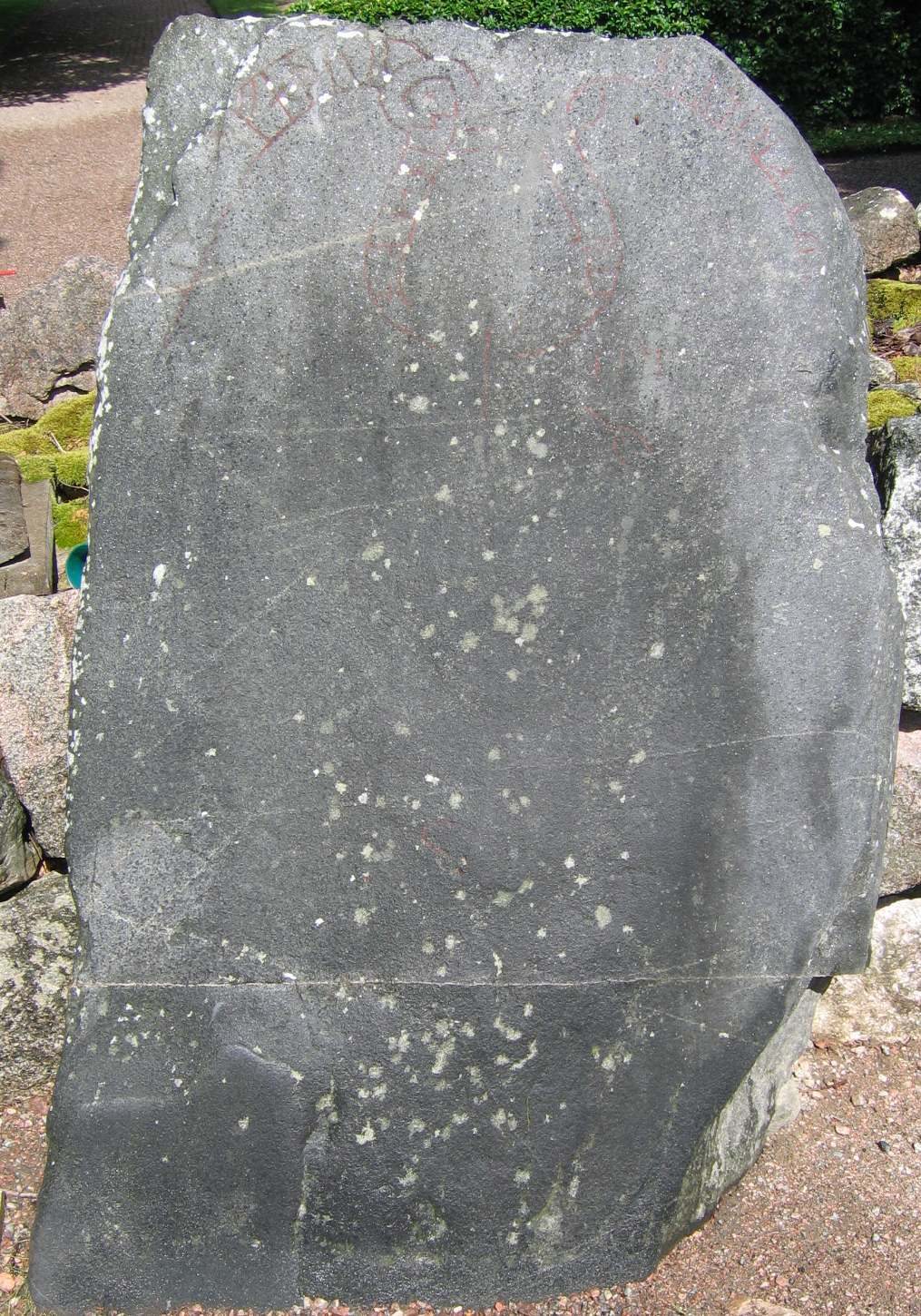
Pietra runica U 1143

Questa pietra si trova nella chiesa di Tierp. È stata categorizzata come stile Pr1. Nonostante oggi sia molto rovinata, il testo dell'iscrizione si conosce da un disegno fatto da Johan Peringskiöld.
Traslitterazione latina:
[klintr auk blikr × ristu stin × þinsi * iftiR kunu(i)þ] × faþur × sin + han [× foR bort miþ (i)kuari + kuþ trutin hialbi ont ...](r)[a *] kristin[a þu]r[iR + --an- × ri]s[ti +]
Trascrizione norrena:
Klintr(?) ok BlæikR ræistu stæin þennsi æftiR Gunnvið, faður sinn. Hann for bort með Ingvari. Guð drottinn hialpi and [ald]ra kristinna. ÞoriR [ru]na[R](?)/[Tr]an[i](?) risti.
Traduzione:
"Klettr(?) e Bleikr eressero questa pietra in memoria di Gunnviðr, loro padre. Egli viaggiò con Ingvarr. Possa il Signore Dio aiutare gli spiriti di tutti i cristiani. Þórir incise le rune (?) / Þórir la Gru (?) incise".

### U Fv1992;157

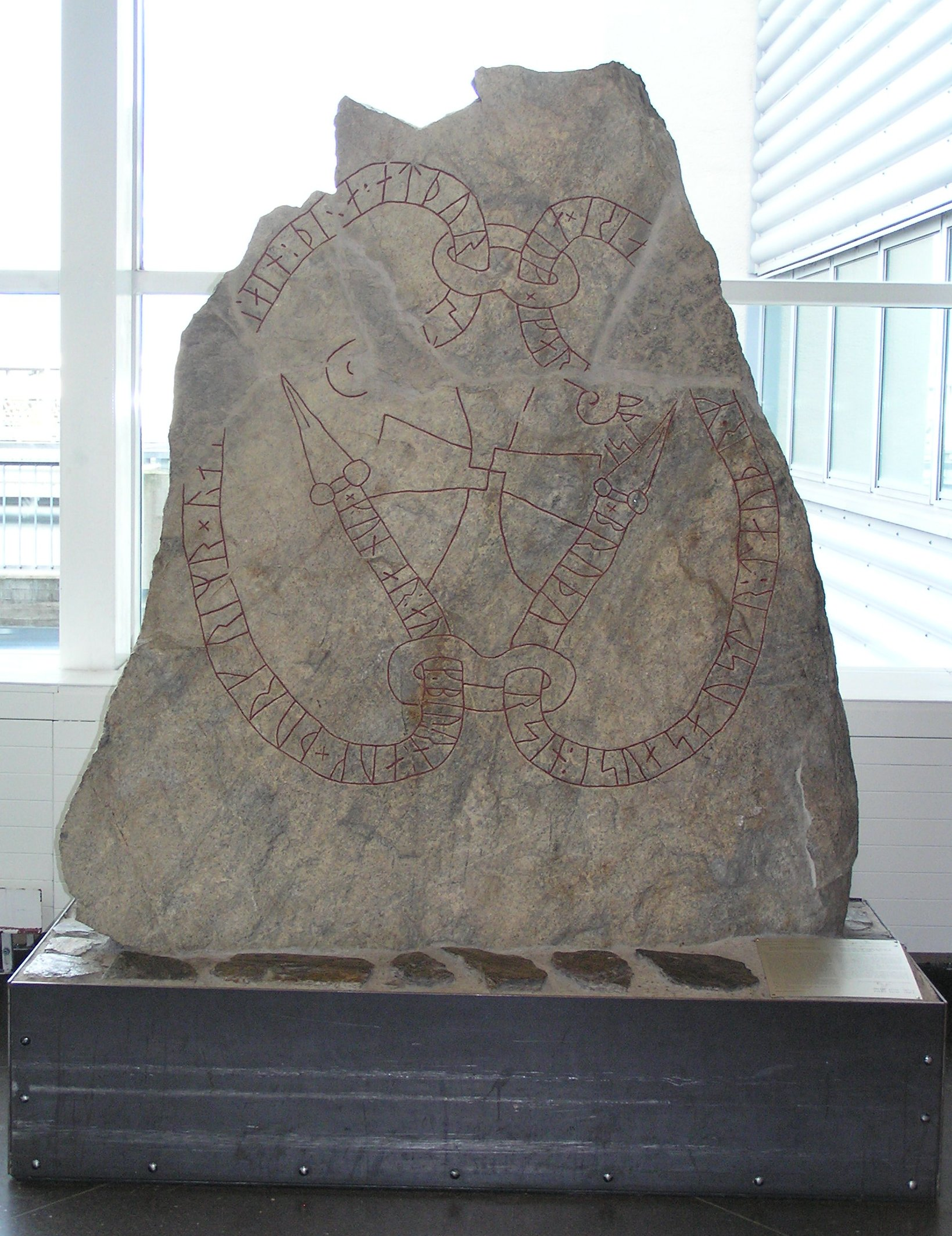
Pietra runica U FV 1992;157

Questa pietra in stile Fp fu riportata alla luce durante i lavori di costruzione di una strada il 6 aprile 1990. Un runologo giunse e notò che ne mancavano alcune parti. Aveva anche del testo sopra, e fu probabilmente scavata e mossa con macchinari da qualche posto nelle vicinanze. L'esistenza di licheni dimostra che non era completamente ricoperta dal terreno. Più tardi, quello stesso mese, uno scavo archeologico ritrovò i due pezzi mancanti. Il 23 fu spostata presso il museo di Sigtuna ed il 16 maggio fu portata da uno scalpellino che la riparò.
La pietra è in granito grigio chiaro, alta 2,30 metri e larga 1.73 metri. Il mastro runico non sembra aver preparato bene la pietra, e quindi la superficie è un po' grossolana, ma ancora leggibile. Fu creata dallo stesso mastro della pietra di Ingvar U 439, e probabilmente della U 661. È l'unica pietra di Ingvar a parlare della costruzione di un ponte. Gli scavi stabilirono che la pietra si trovava da parte ad una strada, e che c'era un fiume attraversato dal ponte. Il riferimento alla costruzione del ponte è abbastanza comune nelle pietre di quel periodo, interpretati come simboli cristiani legati al passaggio dell'anima nell'oltretomba. In quel periodo la Chiesa cattolica sosteneva la costruzione di strade e ponti tramite l'uso delle indulgenze in cambio di intercessioni per l'anima. Ci sono molti esempi di queste pietre di ponti databili fin dall'XI secolo, comprese le iscrizioni runiche Sö 101, U 489 e U 617.
Non potendo venire rieretta nel suo luogo d'origine, la Luftfartsverket (Amministrazione dell'Aviazione Civile Svedese) fece in modo di installarla nel nuovo terminal 2 per voli interni. Fu inaugurata nel terminal con una cerimonia solenne il 17 maggio 1992.
Traslitterazione latina:
× kunar : auk biurn : auk × þurkrimr × ra-... ...tain : þina * at þurst... × bruþur sin : is uas austr : tauþr * m... ...ari × auk × karþ... ...u þisi
Trascrizione norrena:
Gunnarr ok Biorn ok ÞorgrimR ræ[istu s]tæin þenna at Þorst[æin] broður sinn, es vas austr dauðr m[eð Ingv]ari, ok gærð[u br]o þessi.
Traduzione:
"Gunnarr e Bjôrn e Þorgrímr eressero questa pietra in memoria di Þorsteinn, loro padre, che morì ad est con Ingvarr, e costruì questo ponte".

## Södermanland

### Sö 9

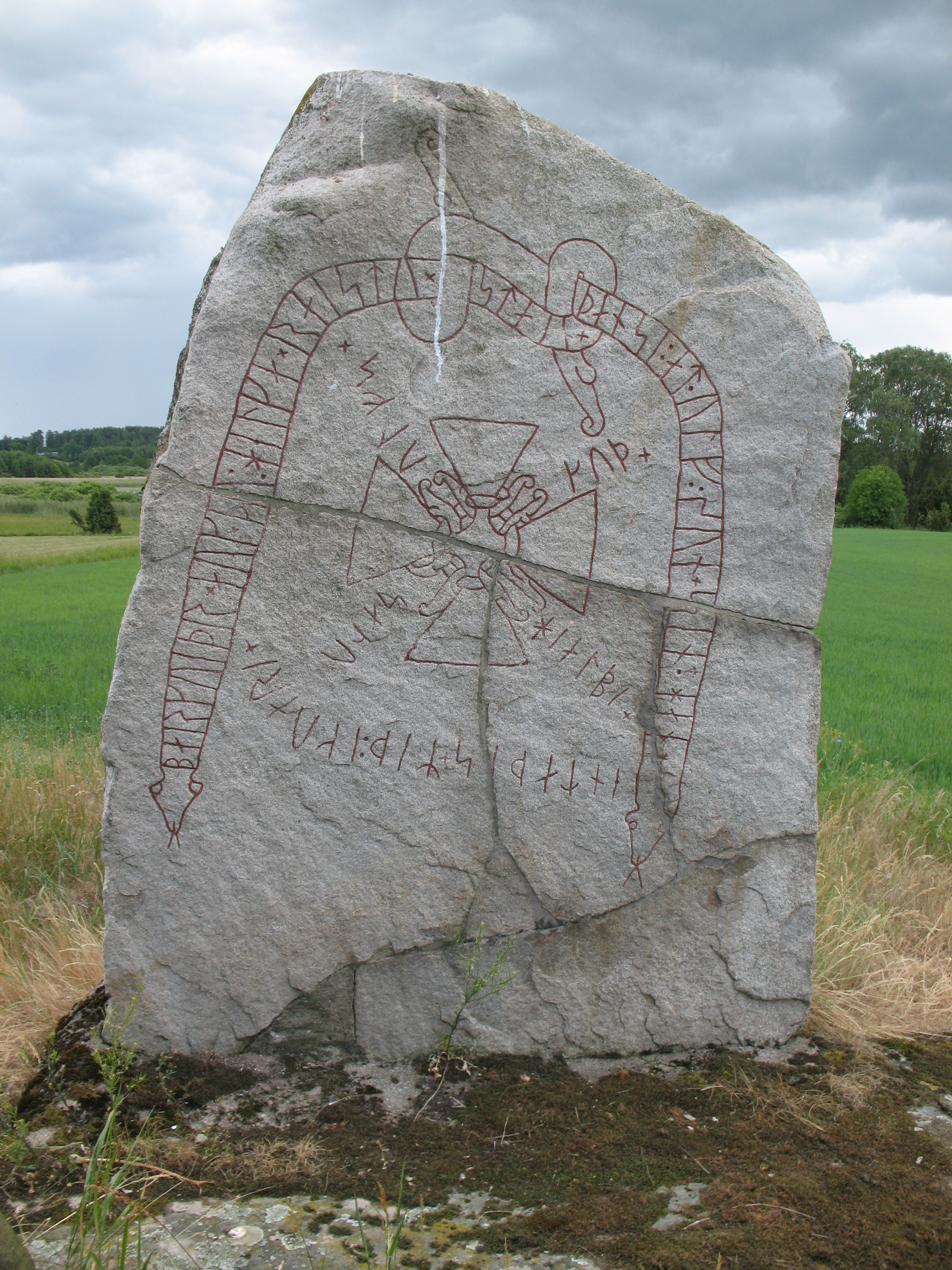
Pietra runica Sö 9

Questa pietra si trova a Lifsinge ed è in stile Fp. Il mastro runico utilizzò l'immagine della croce al centro per enfatizzare la salvezza; il testo attorno alla croce significa "possa Dio aiutare l'anima di Ulfr".
Traslitterazione latina:
barkuiþr × auk × þu : helka × raistu × stain × þansi : at * ulf : sun * sint * han × entaþis + miþ : ikuari + kuþ + hialbi + salu ulfs ×
Trascrizione norrena:
Bergviðr/Barkviðr ok þau Hælga ræistu stæin þannsi at Ulf, sun sinn. Hann ændaðis með Ingvari. Guð hialpi salu Ulfs.
Traduzione:
"Bergviðr/Barkviðr e Helga, eressero questa pietra in memoria di Ulfr, loro figlio. Egli trovò la sua fine con Ingvarr. Possa Dio aiutare l'anima di Ulfr".

### Sö 96

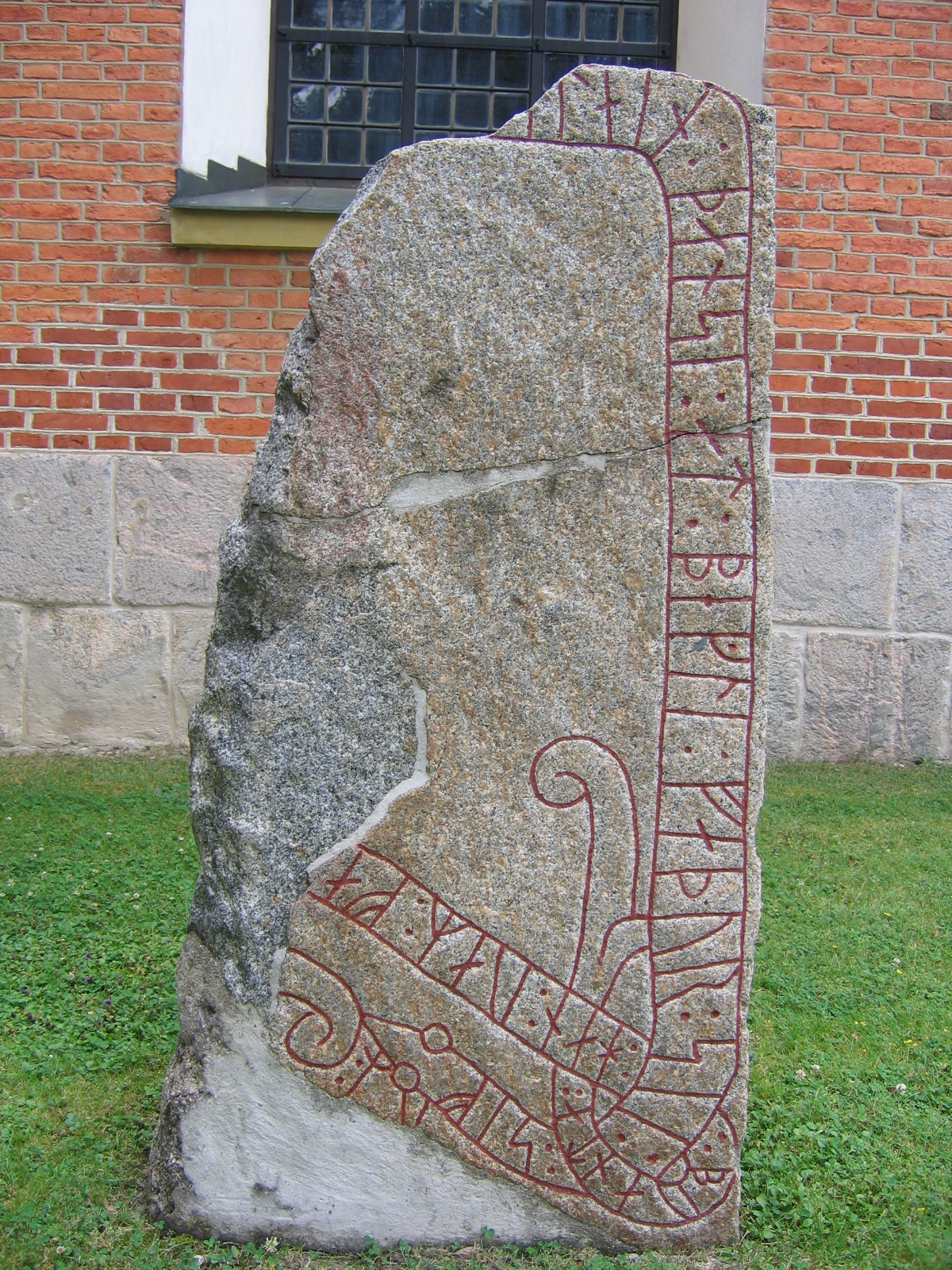
Pietra runica Sö 96

Questa pietra in stile Fp si trova nella chiesa di Jäder.
Traslitterazione latina:
-(t)ain : þansi : at : begli : faþur : sii :: buanta :: sifuR :: han : uaR : fa... ...
Trascrizione norrena:
[s]tæin þannsi at Bægli, faður sinn, boanda SæfuR. Hann vaR fa[rinn](?) ...
Traduzione:
"questa pietra in memoria di Beglir, suo padre, marito di Sæfa. Egli viaggiò(?) ..."

### Sö 105

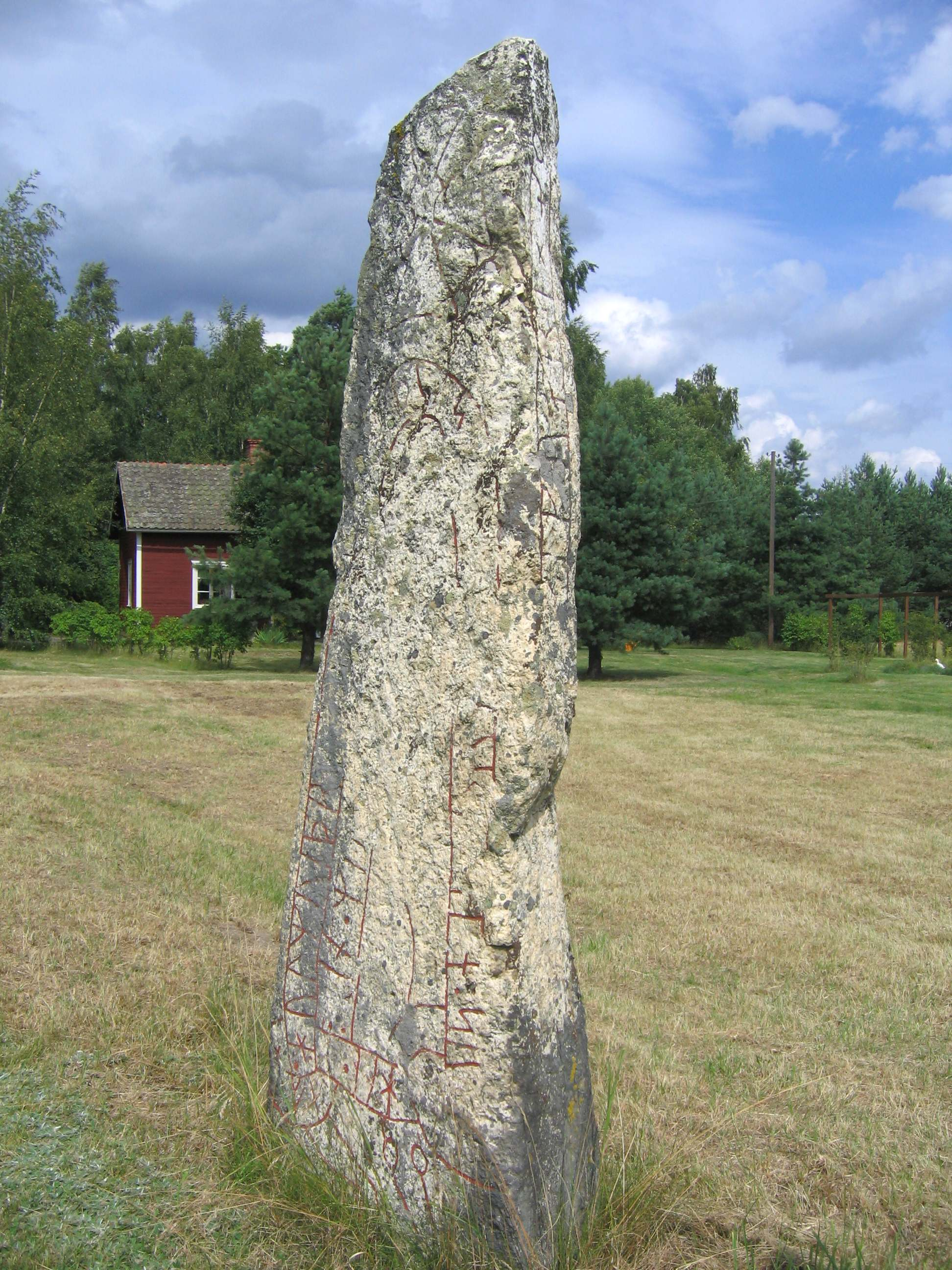
Pietra runica Sö 105

Questa pietra in stile Fp si trova a Högstena, Södermanland. Fu eretta da Holmviðr in memoria del figlio Þorbjörn.
Basandoci sulle rune, i legami familiari di coloro citati nelle rune possono essere ricostruiti così: Holmviðr era un ricco proprietario terriero che appare anche nella pietra Sö 116. Si sposò con Gýriðr, sorella di Sigfastr, proprietario di Snottsta, citato nelle pietre U 623 e U 331,.
Traslitterazione latina:
: hulmuiþr : -þi-(s)... ...(R) ...ur--(r)- su[n] han : uaR : fa-in : m(i)- : ikuari ×+
Trascrizione norrena:
Holmviðr ... ... [Þ]or[bæ]r[n](?) sun [sinn]. Hann vaR fa[r]inn me[ð] Ingvari.
Traduzione:
"Holmviðr ... ... Þorbjôrn(?), suo figlio. Egli viaggiò con Ingvarr".

### Sö 107

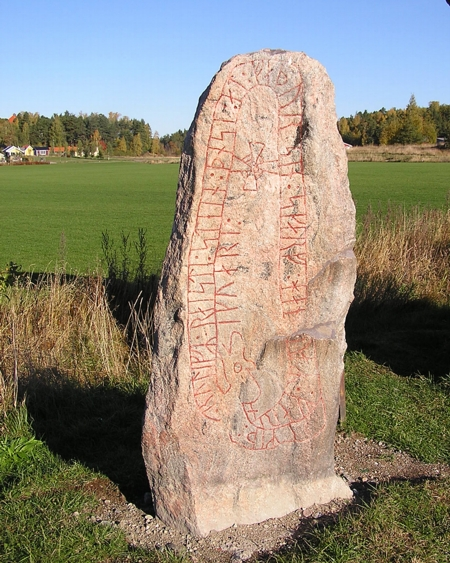
Pietra runica Sö 107

Questa pietra si trovava originariamente a Balsta. Fu spostata a Eskilstuna nel 1600, poi a Gredby nel 1930 da parte alla Sö 108 ed alla Sö 109. È stata categorizzata come stile Pr2. Il nome Skarfr dell'iscrizione viene tradotto come "cormorano".
Traslitterazione latina:
: rulifR : raisti : stein : þnsi : at : faþur : sin : skarf : ha[n] uaR : farin : miþ : ikuari :
Trascrizione norrena:
HroðlæifR ræisti stæin þennsi/þannsi at faður sinn Skarf. Hann vaR farinn með Ingvari.
Traduzione:
"Hróðleifr eresse questa pietra in memoria del padre Skarfr. Egli viaggiò con Ingvarr".

### Sö 108

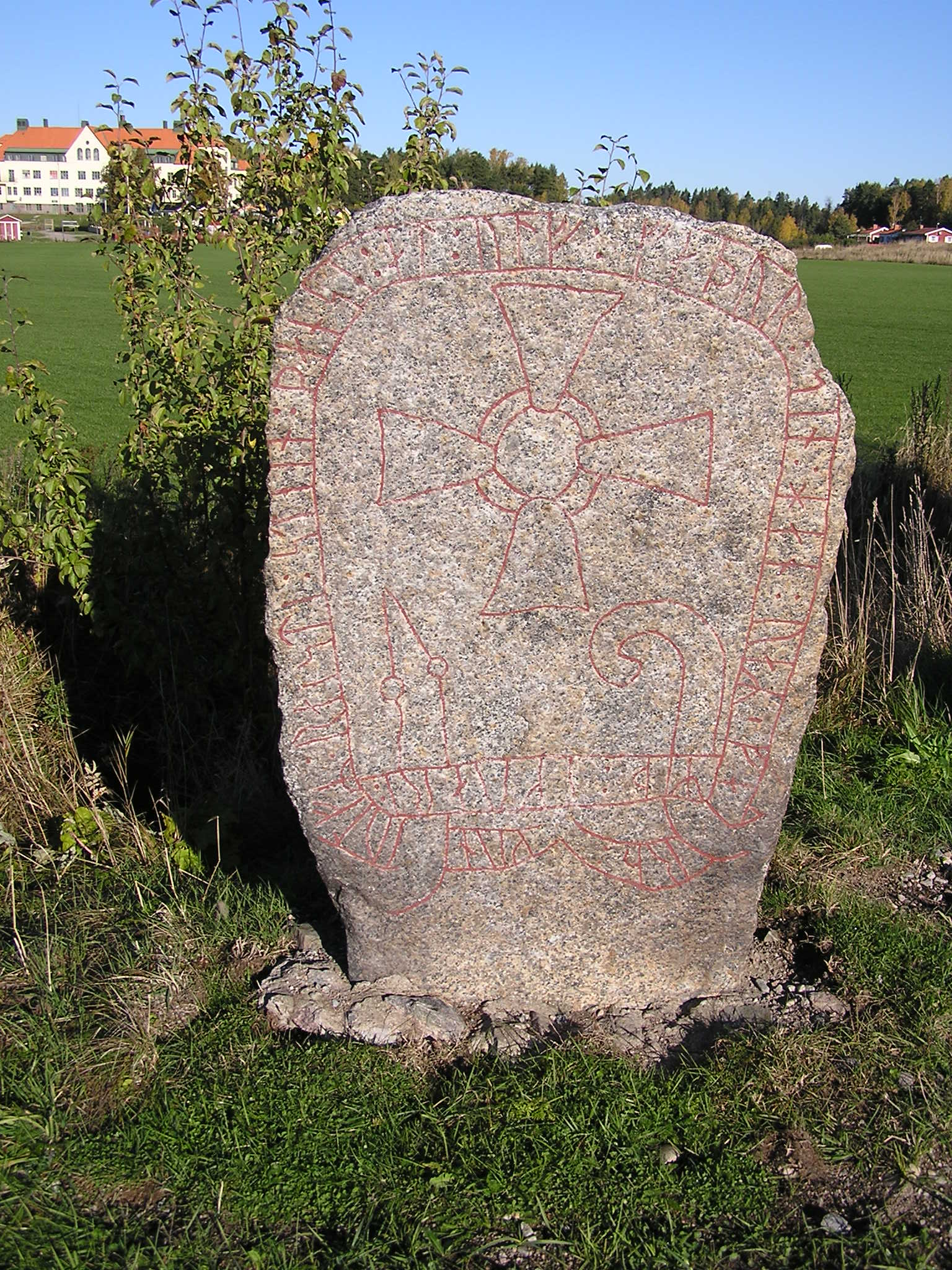
Pietra runica Sö 108

Questa pietra in stile Fp si trova a Gredby. Il nome del padre Ulf significa "lupo", mentre nel figlio Gunnulf si combina a gunnr per diventare "lupo di guerra".
Traslitterazione latina:
kunulfR : raisti : stein : þansi : at : ulf : faþur : sin : han : uaR i : faru : miþ : ikuari :
Trascrizione norrena:
GunnulfR ræisti stæin þannsi at Ulf, faður sinn. Hann vaR i faru með Ingvari.
Traduzione:
"Gunnulfr eresse questa pietra in memoria di Ulfr, suo padre. Egli viaggiò con Ingvarr".

### Sö 131

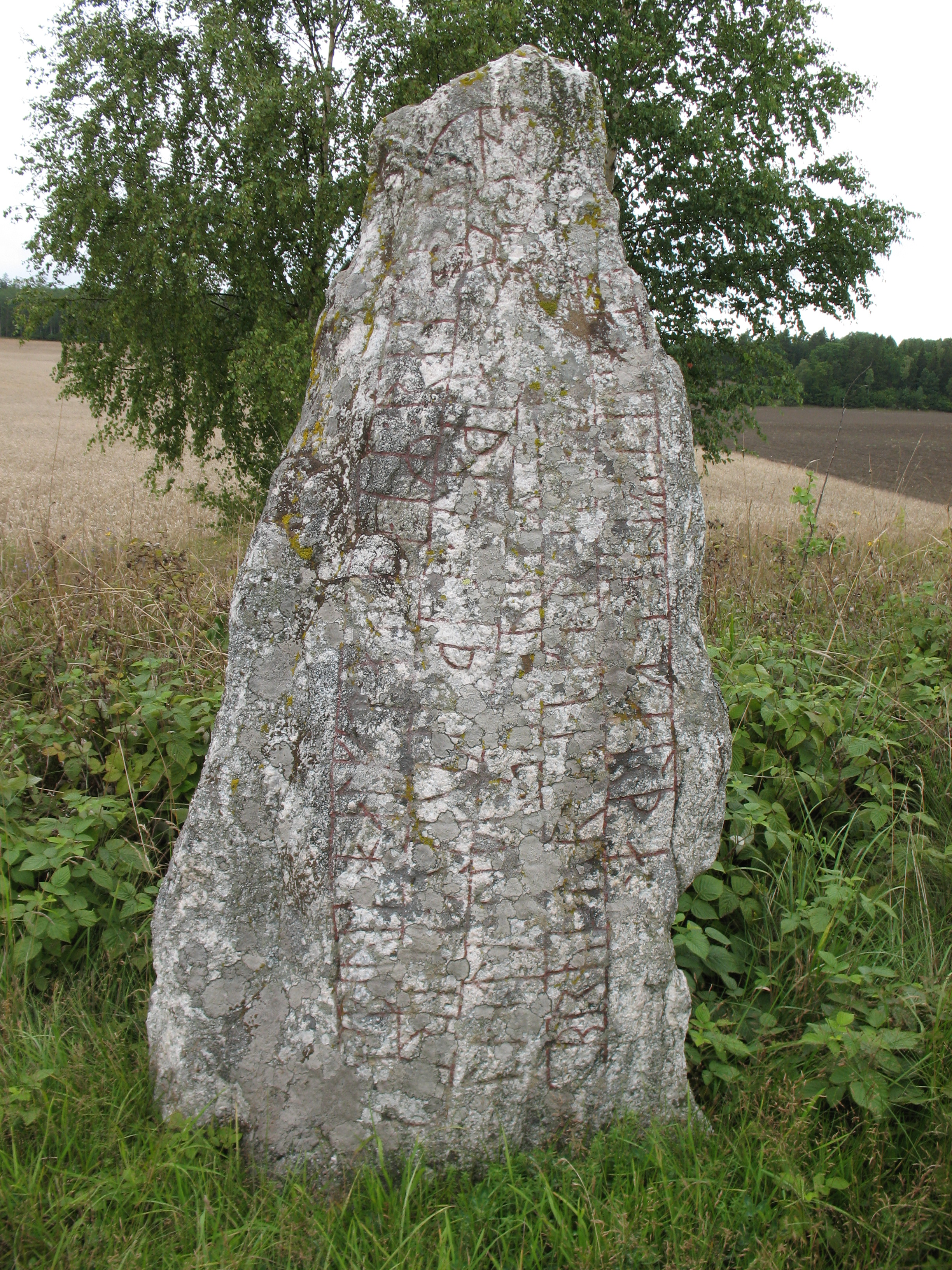
Pietra runica Sö 131

Questa pietra in stile RAK è una delle pietre runiche di Serkland, e si trova a Lundby. Quando Richard Dybeck visitò il cimitero a metà del XIX secolo, qualcuno fece notare una pietra che sporgeva solo 7 centimetri dal suolo e che si dice fosse "scritta". Dybeck scavò la pietra scoprendo che si trattava di una pietra runica con un'interessante iscrizione. Al tempo di Dybeck c'erano solo i resti di una nave di pietra vicino alla pietra.
Skarði è un nome piuttosto raro, ma appare in iscrizioni runiche in Svezia, Norvegia e Danimarca. Il nome deriva probabilmente da una parola usata per indicare chi aveva un labbro leporino. Anche il nome Spjóti è raro, e l'unico altro Spjót conosciuto si trova sulla vicina pietra runica di Kjula. Il termine heðan ("da qui") si trova solo in un'iscrizione runica di epoca vichinga.
L'ultima parte dell'iscrizione è un poema allitterativo. Questo tipo di versi appare su molte pietre, ed è tipico della poesia norrena occidentale.
Traslitterazione latina:
: sbiuti : halftan : þaiR : raisþu : stain : þansi : eftiR : skarþa : bruþur sin : fur : austr : hiþan : miþ : ikuari : o sirklanti : likR : sunR iuintaR
Trascrizione norrena:
Spiuti, Halfdan, þæiR ræisþu stæin þannsi æftiR Skarða, broður sinn. For austr heðan með Ingvari, a Særklandi liggR sunR ØyvindaR.
Traduzione:
"Spjóti (e) Halfdan, eressero questa pietra in memoria di Skarði, loro fratello. Da qui (egli) viaggiò ad est con Ingvarr; in Serkland vive il figlio di Eyvindr".

### Sö 173

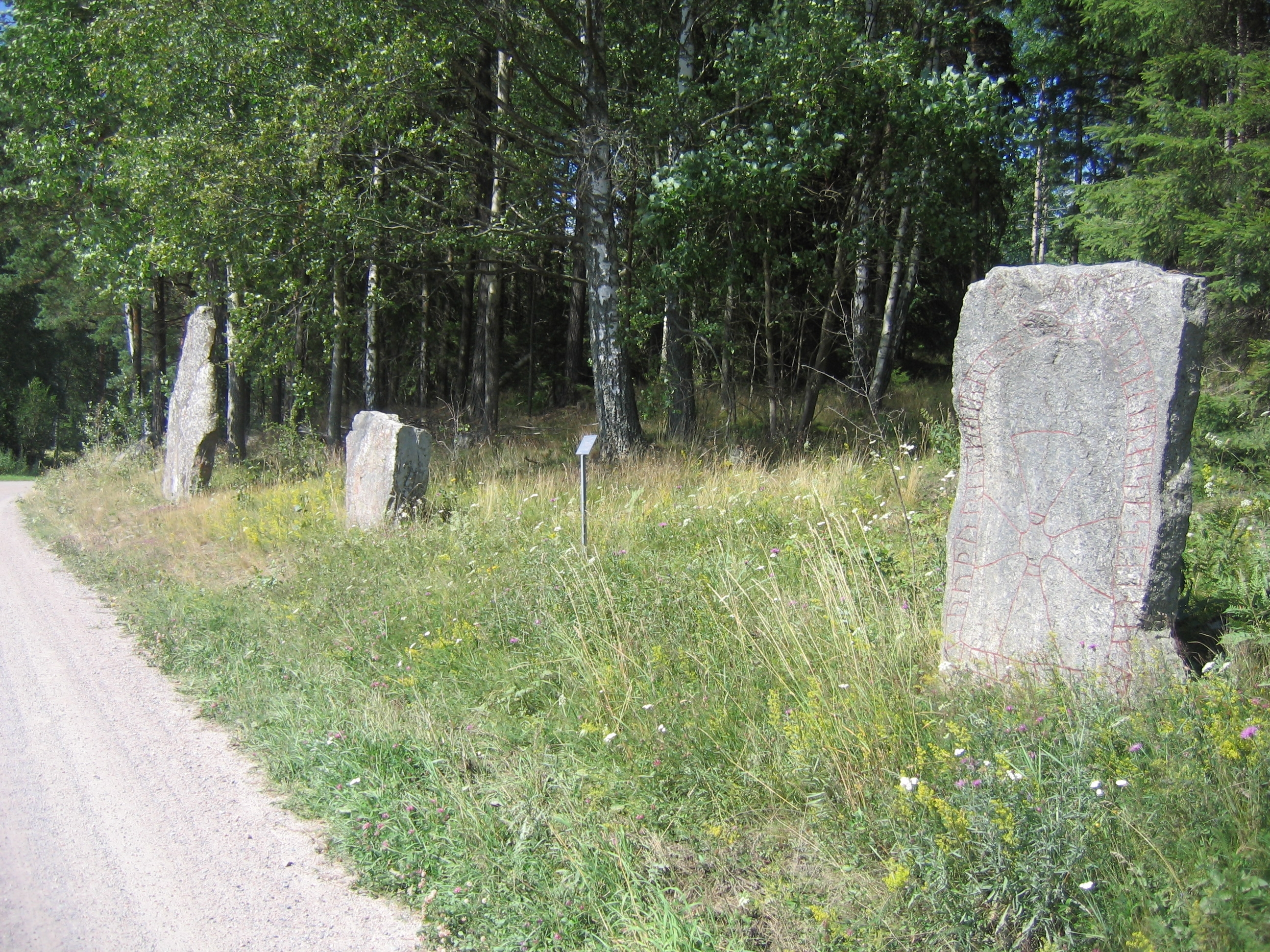
Le tre pietre di Tystberga

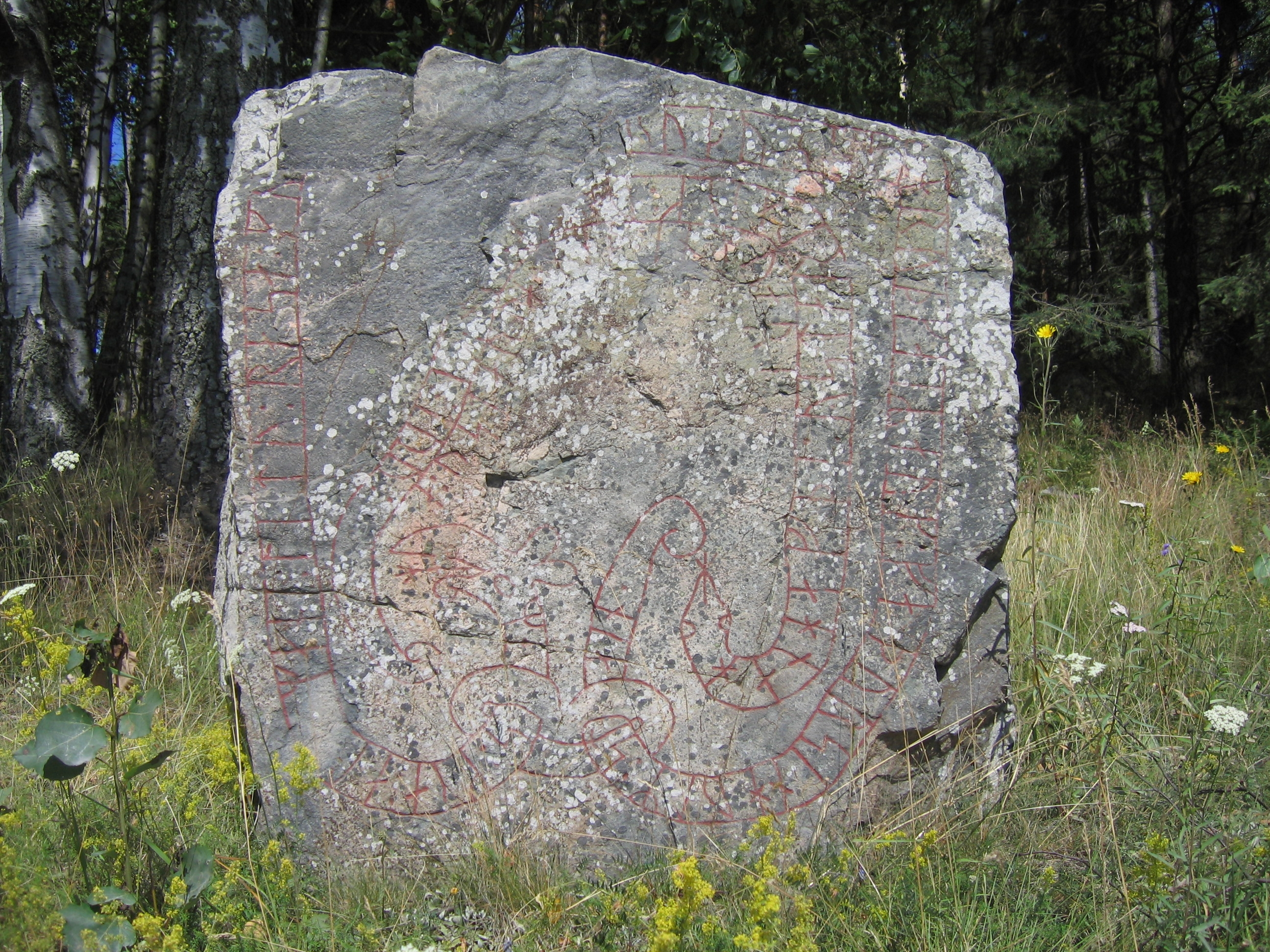
Pietra runica Sö 173

Nel villaggio di Tystberga ci sono tre pietre. Due di loro sono le pietre runiche chiamate Sö 173 e Sö 374, con la seconda che mostra una croce. La Sö 173 è categorizzata come stile Fp e Pr2. Entrambe le iscrizioni risalgono all'XI secolo e parlano della stessa famiglia. Si riferiscono probabilmente alla spedizione vichinga verso ovest e verso est.
Il luogo fu descritto la prima volta da Lukas Gadd durante il censimento nazionale dei monumenti storici che ebbe luogo nel XVII secolo. In un recinto di Tystberga c'era una pietra piatta con delle rune, e vicino se ne trovava una seconda pendente. Inoltre c'era una grande pietra quadrata circondata da righe di pietre più piccole, che Gadd descrisse come "chiaramente un grande cimitero". Non lontano dalle pietre si trovavano due tombe giganti, lunghe circa 20 passi.
Esiste un disegno della pietra senza croce del XVII secolo, fatto da Johan Hadorph e da Johan Peringskiöld. Questo disegno ha aiutato gli studiosi a ricostruire le parti oggi danneggiate. La pietra fu eretta di nuovo da Richard Dybeck nel 1864. Nel 1936 Ivar Schnell la esaminò, notando che vi era una pietra più grande nelle vicinanze. Quando questa pietra venne eretta, scoprirono che si trattava di una pietra runica, e che probabilmente era quella citata da Lukas Gadd come "pietra quadrata". Nelle vicinanze Schnell trovò una pietra distrutta che probabilmente era quella pendente descritta da Gadd. Volendo utilizzare il terreno a scopo agricolo, le pietre furono spostate di 60 metri, a lato della strada. Il cerchio di pietra e gli altri monumenti descritti da Gadd non erano più visibili.
Le rune mani possono venire interpretate in due modi, dato che le iscrizioni non ripetono mai due rune. Una possibilità è che si riferissero a Máni, la luna, e l'alternativa è il nome maschile Manni, forma derivata da maðr ("uomo"). Le rune mus:kia sono più controverse, e l'antica interpretazione secondo cui si tratterebbe di Mus-Gea viene oggi rigettata. È probabilmente una normalizzazione di myskia che significa "oscurità" come durante un tramonto, ed uno studioso ha suggerito l'ipotesi che significhi "tramonto" e "crepuscolo" e che faccia riferimento ad esempio al colore dei capelli. Secondo una seconda teoria il nome si riferisce al pipistrello. È controverso anche il fatto che si tratti di un nome maschile o femminile, ma molti studiosi ritengono che si tratti di una donna. Il nome Myskia appare in una seconda iscrizione runica in Södermanland, e potrebbe fare riferimento alla stessa persona.
L'ultima parte dell'iscrizione senza la croce è insolita e problematica. Il termine ystarla può, decontestualizzando, venire interpretato come "verso ovest" o "verso est", ma dato che un austarla appare nel seguito dell'iscrizione, si crede che ystarla significhi "verso ovest". È insolito, ma non unico, che la runa-y rappresenti il fonema v. Un ulteriore motivo per questa interpretazione è il fatto che permetterebbe di interpretare l'ultima parte dell'iscrizione come poema in metro allitterativo. Questo spiegherebbe l'uso della runa dato che vestarla permetter l'allitterazione con um vaRit. Non si sa se "egli" si riferisca a Hróðgeirr (Roger) o Holmsteinn, ma tanti pensano si tratti di Holmsteinn il quale si diresse ad ovest. Il suffisso plurale -u nella forma verbale dou mostra che sia Hróðgeirr sia Holmsteinn morirono nella spedizione di Ingvar.
Traslitterazione latina:
A mus:kia : a(u)[k :] (m)an(i) : litu : rasa : ku[(m)(l) : þausi : at : b]ruþur * (s)in : hr(u)þkaiR * auk : faþur sin hulm:stain *
B * han hafþi * ystarla u(m) : uaRit * lenki : tuu : a:ustarla : meþ : inkuari
Trascrizione norrena:
A Myskia ok Manni/Mani letu ræisa kumbl þausi at broður sinn HroðgæiR ok faður sinn Holmstæin.
B Hann hafði vestarla um vaRit længi, dou austarla með Ingvari.
Traduzione:
A "Myskja e Manni/Máni fecero erigere questi monumenti in memoria del fratello Hróðgeirr e del fratello Holmsteinn".
B "Egli rimase per molto tempo ad ovest; morì ad est con Ingvarr".

### Sö 179

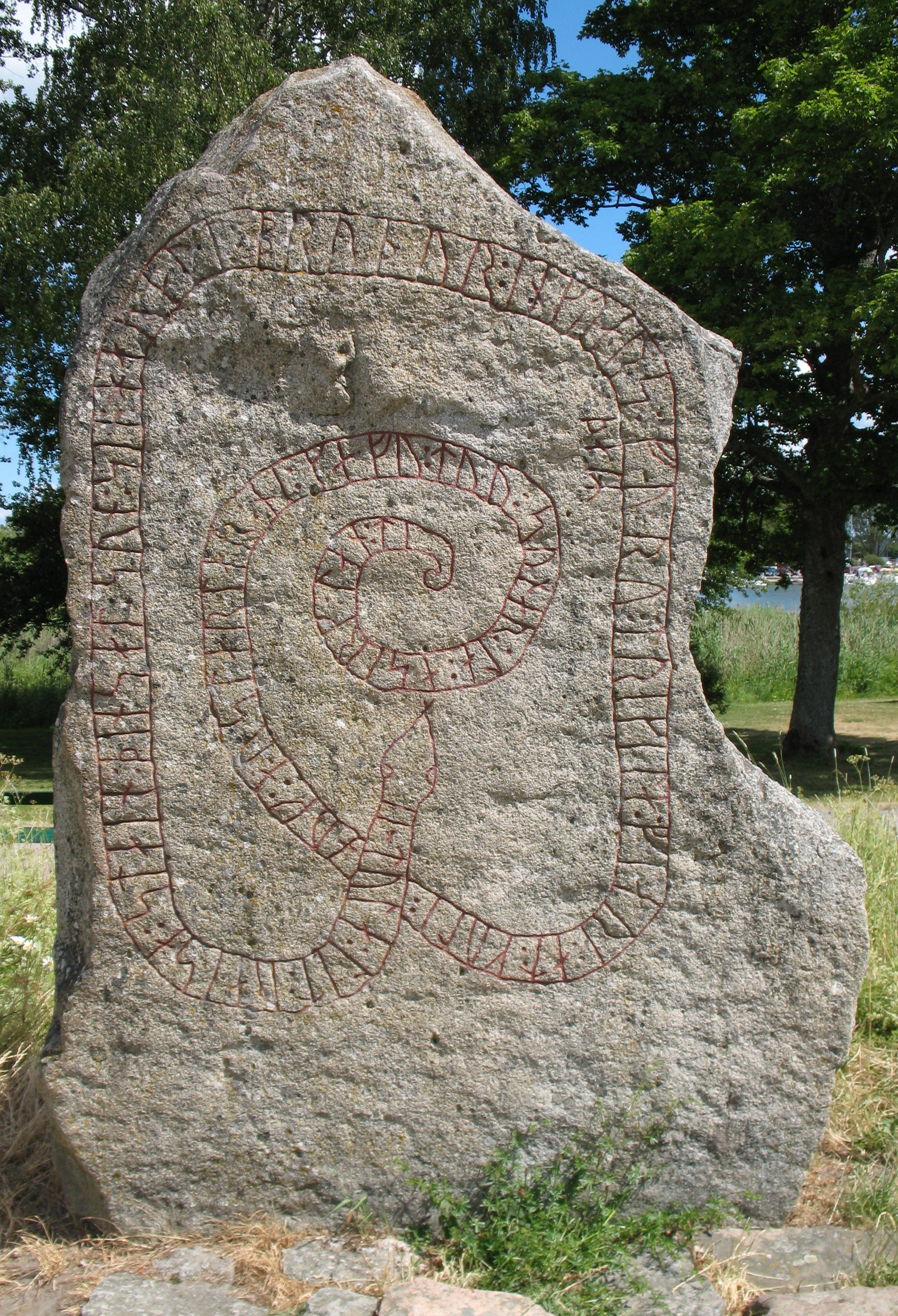
Pietra runica Sö 179

La pietra runica di Gripsholm è una delle pietre runiche di Serkland ed è in stile Fp. Si trova accanto al castello di Gripsholm assieme ad un'altra pietra dell'XI secolo, ma la loro posizione originale è sconosciuta.
La pietra fu scoperta attorno al 1820 da Wallin, il guardiano del castello, e formava la soglia della cantina della torre orientale, la cosiddetta "torre del teatro". Si trovava sotto i lati della porta, ed era coperta di catrame, il che suggerisce che avesse fatto parte di un'altra costruzione prima di venire utilizzata per il castello. Ci sarebbero voluti altri 100 anni prima di recuperarla e leggerla nella sua interezza.
L'iscrizione dice che venne eretta in memoria di Haraldr, fratello di Ingvar, che si crede essere morto nella regione del Mar Caspio. Una cosa discussa è il perché sarebbe stata eretta solo per Haraldr e non anche per Ingvar, e l'opinione più accreditata è che Tóla sarebbe la madre solo di Harald, mentre i due erano fratellastri. È anche possibile che in origine le pietre fossero due, una delle quali in memoria di Ingvar, ma che questa seconda sia scomparsa. Una terza possibilità è che "fratello" si riferisca a "fratello d'armi", fratello di sangue, o altre cose simili, dato che è l'uso che se ne fa su una delle pietre runiche di Hällestad in Scania.
Una teoria ipotizzata da Braun lega questa pietra alle pietre U 513, U 540 e Sö 279, e che Ingvar il Viaggiatore sia figlio del re svedese Emund di Svezia.
La seconda metà dell'iscrizione è in metro allitterativo di forma fornyrðislag. La frase nutrire un'aquila è un kenning che significa "uccidere i nemici".
Traslitterazione latina:
× tula : lit : raisa : stain : þinsa| |at : sun : sin : haralt : bruþur : inkuars : þaiR furu : trikila : fiari : at : kuli : auk : a:ustarla| |ar:ni : kafu : tuu : sunar:la : a sirk:lan:ti
Trascrizione norrena:
Tola let ræisa stæin þennsa at sun sinn Harald, broður Ingvars. ÞæiR foru drængila fiarri at gulli ok austarla ærni gafu, dou sunnarla a Særklandi.
Traduzione:
"Tóla fece erigere questa pietra in memoria del figlio Haraldr, fratello di Ingvarr. Essi viaggiarono valorosamente lontano per oro, ed a est diedero (cibo) alle aquile. (Essi) morirono a sud di Serkland".

### Sö 254

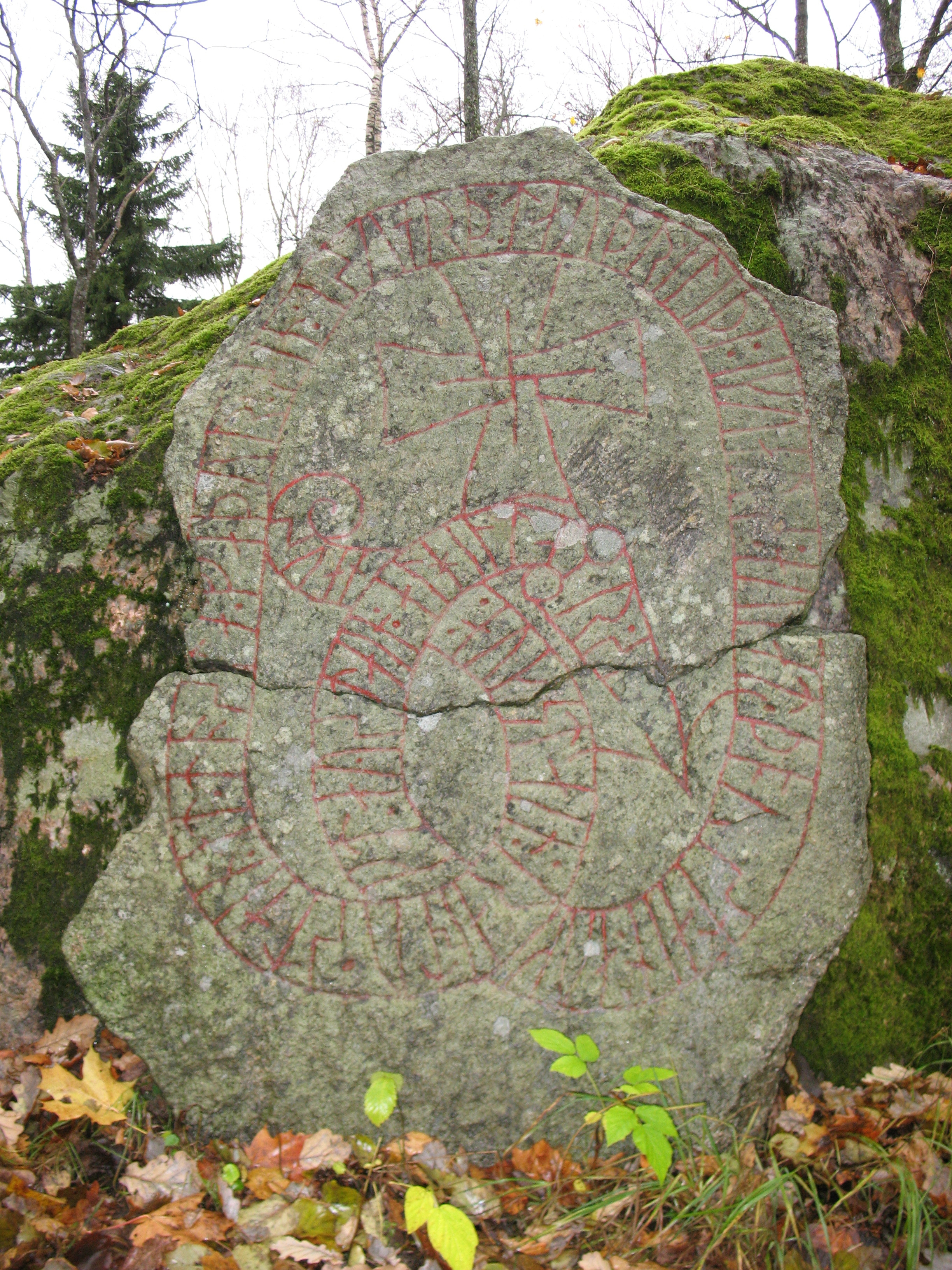
Pietra runica Sö 254

Questa pietra si trova a Vansta, ed è in stile Fp.
Traslitterazione latina:
* suan : auk stain : raistu * stain : at * tos(t)a : faþur : sin : is uarþ : tauþr * i liþi : ikuars : au(k) at * þo(r)stain : auk kt : aystain : alhiltar * s--
Trascrizione norrena:
Svæinn ok Stæinn ræistu stæin at Tosta, faður sinn, es varð dauðr i liði Ingvars, ok at Þorstæin ok at Øystæin, AlfhildaR s[un].
Traduzione:
"Sveinn e Steinn eressero la pietra in memoria di Tosti, loro padre, il quale morì al seguito di Ingvarr, ed in memoria di Þorsteinn, ed in memoria di Eysteinn, figlio di Alfhildr".

### Sö 277

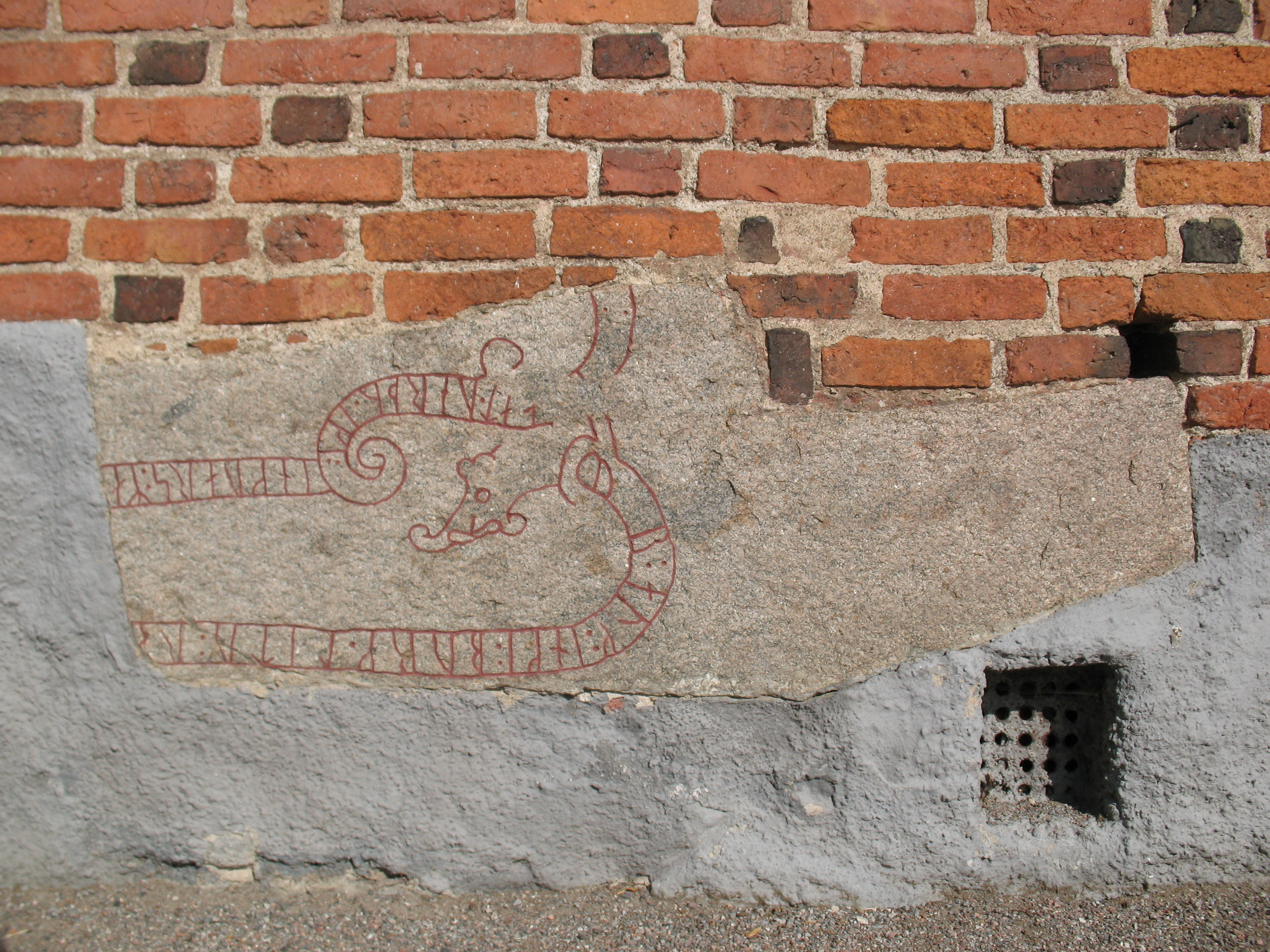
Pietra runica Sö 277

La pietra si trova nella cattedrale di Strängnäs, ed è in stile Pr2.
Traslitterazione latina:
u--r : auk : inki:burk : (l)itu : ra... ... ...- : ...a at * uerþr * iki : inkuars : ma... ...
Trascrizione norrena:
ok Ingiborg letu ræ[isa] ... ... ... <at> verðr ængi Ingvars ma[nna] ...
Traduzione:
"e Ingibjôrg fecero erigere ... ... ... in memoria di ... non sarà tra gli uomini di Ingvarr..."

### Sö 279

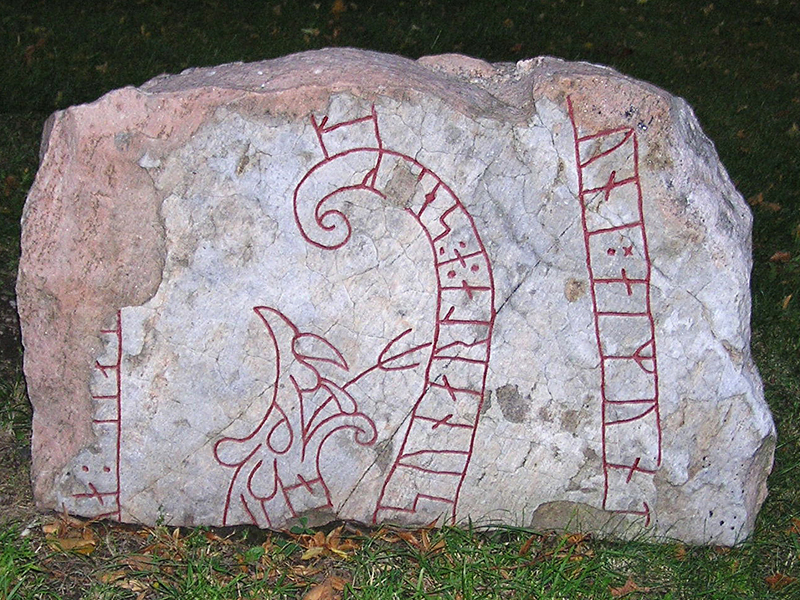
Pietra runica Sö 279

La pietra è una delle pietre runiche di Serkland e si trova nella cattedrale di Strängnäs. È in stile Pr2. Secondo una teoria di Braun questa pietra sarebbe legata alle pietre U 513, U 540 e Sö 179, e sostiene che Ingvar il Viaggiatore sarebbe figlio del re svedese Emund di Svezia.
Traslitterazione latina:
ai... ... ...(u)a : --(a)- ... ...uni ÷ aimunt... ... sunarla : a : se(r)kl...
Trascrizione norrena:
Æi... ... [hagg]va [st]æ[in] ... [s]yni Æimund[aR] ... sunnarla a Særkl[andi].
Traduzione:
"Ei-... ... the stone cut ... Eimundr's son ... in the south in Serkland."

### Sö 281

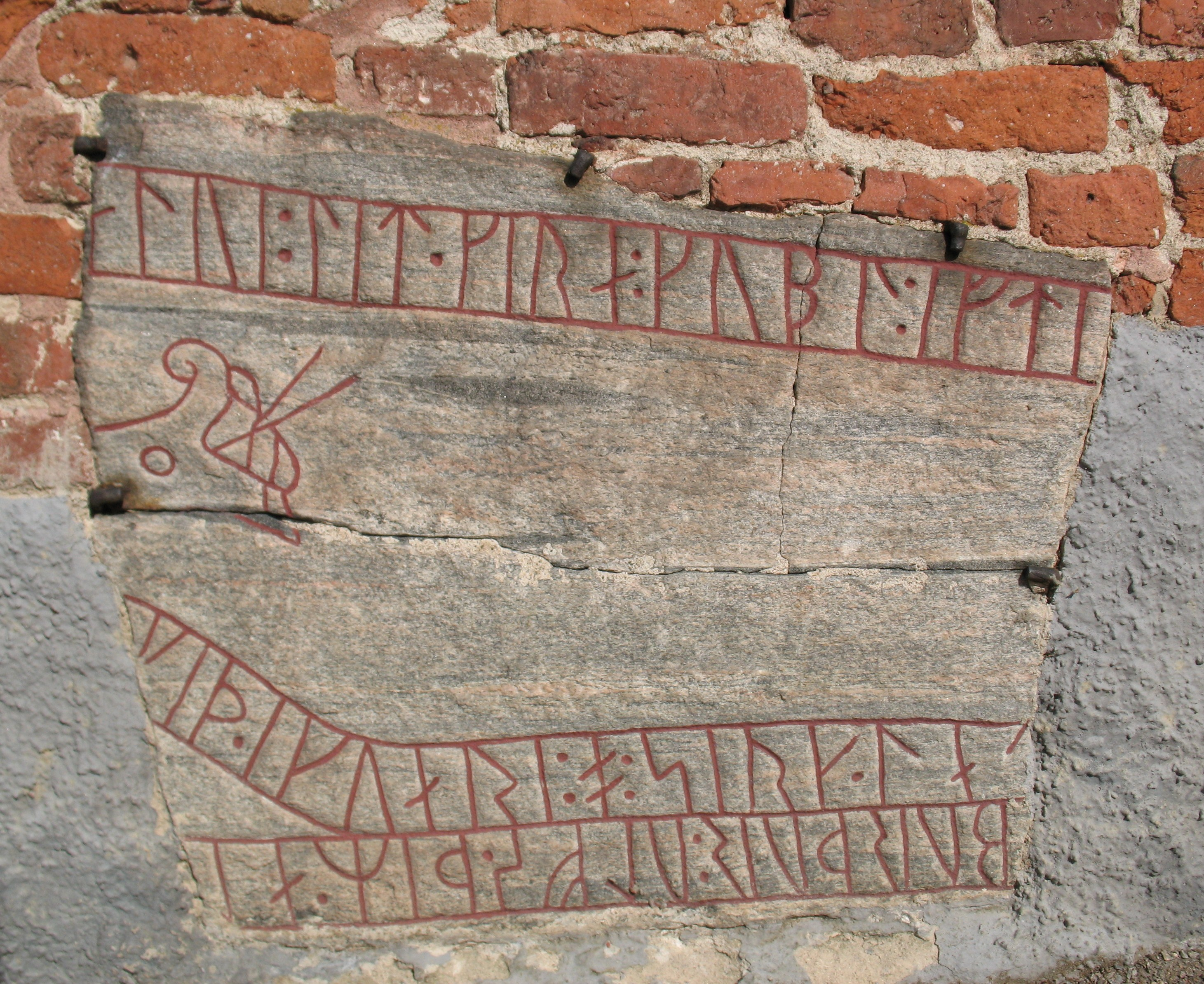
Pietra runica Sö 281

Questa pietra si trova nella cattedrale di Strängnäs ed è in stile Pr2.
Traslitterazione latina:
(a)lui : lit * kira : kubl : ifti... ... burþur : ulfs * þiR * a(u)... ... (m)iþ * ikuari : o : sirk*la(t)...
Trascrizione norrena:
vi let gærva kumbl æfti[R] ... broður Ulfs. ÞæiR au[str]/au[starla] ... með Ingvari a Særkland[i].
Traduzione:
"-vé costruì il monumento in memoria di... fratello di Ulfr. Essi in / a est... con Ingvarr in Serkland".

### Sö 287

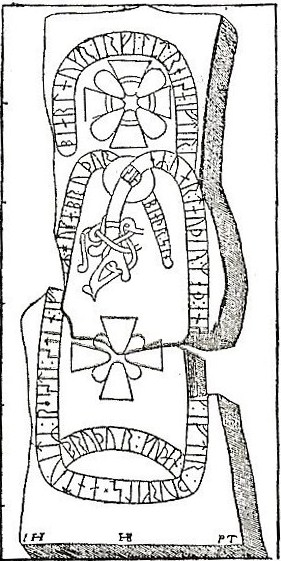
Pietra runica Sö 287 in un disegno del XVII secolo

Questa pietra si trovava ad Hunhammar, ma è oggi scomparsa.
Traslitterazione latina:
[× antuitR : reisti : stin : iftiR : huka : bruþur sin eR : uar : tauþe(r) : miþ : ink... ...k : iftir : þurkils bruþur : kuþan biarlaukr : irfi : lit : reisa : iftir : biaþr : sin]
Trascrizione norrena:
Andvettr ræisti stæin æftiR Huga, broður sinn, eR vaR dauðr með Ing[vari, o]k æftiR Þorgils, broður goðan. Biarnlaugr ærfi(?) let ræisa æftiR faður(?) sinn.
Traduzione:
"Andvéttr eresse la pietra in memoria di Hugi, suo fratello, che morì con Ingvarr, ed in memoria di Þorgísl, (suo) buon fratello. Bjarnlaugr, l'erede(?), fece erigere (la pietra) in memoria del padre(?)"

### Sö 320

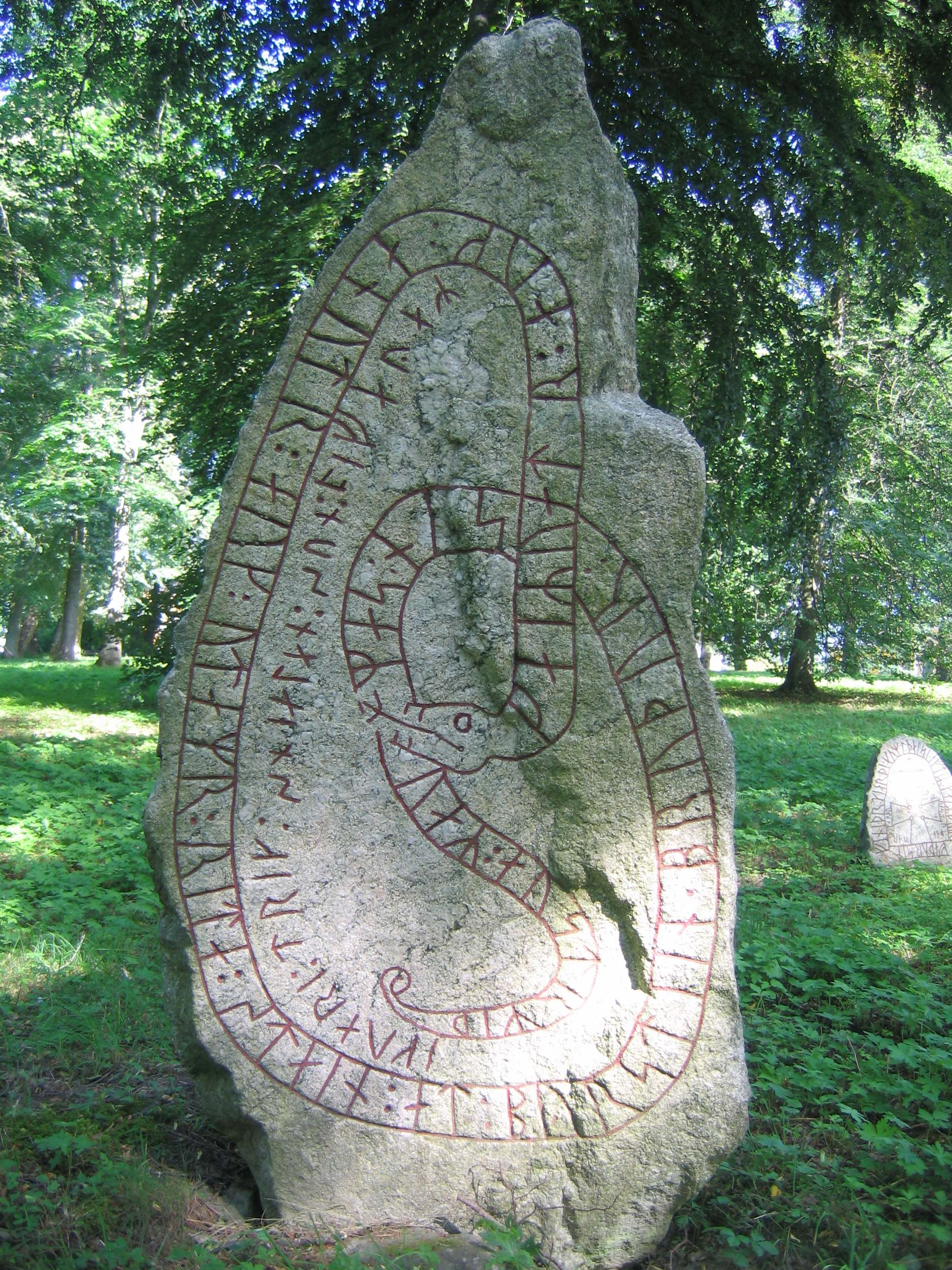
Pietra runica Sö 320

Questa pietra si trova nel parco della villa Stäringe accanto alla pietra Sö 319. È in stile Fp.
Traslitterazione latina:
: kaiRuatr : auk : anutr : auk : utamr : rita : stain : at : byrst(a)in * bruþur : sin : saR uaR : austr * miþ ikuari : trik : snialan : sun : lifayaR ×
Trascrizione norrena:
GæiRhvatr ok Anundr ok OtamR [letu] retta stæin at Byrstæin, broður sinn, saR vaR austr með Ingvari, dræng sniallan, sun LiføyaR.
Traduzione:
"Geirhvatr e Ônundr e Ótamr eressero la pietra in memoria di Bjórsteinn, loro fratello. Egli fu ad est con Ingvarr, abile valoroso uomo, figlio di Lífey".

### Sö 335

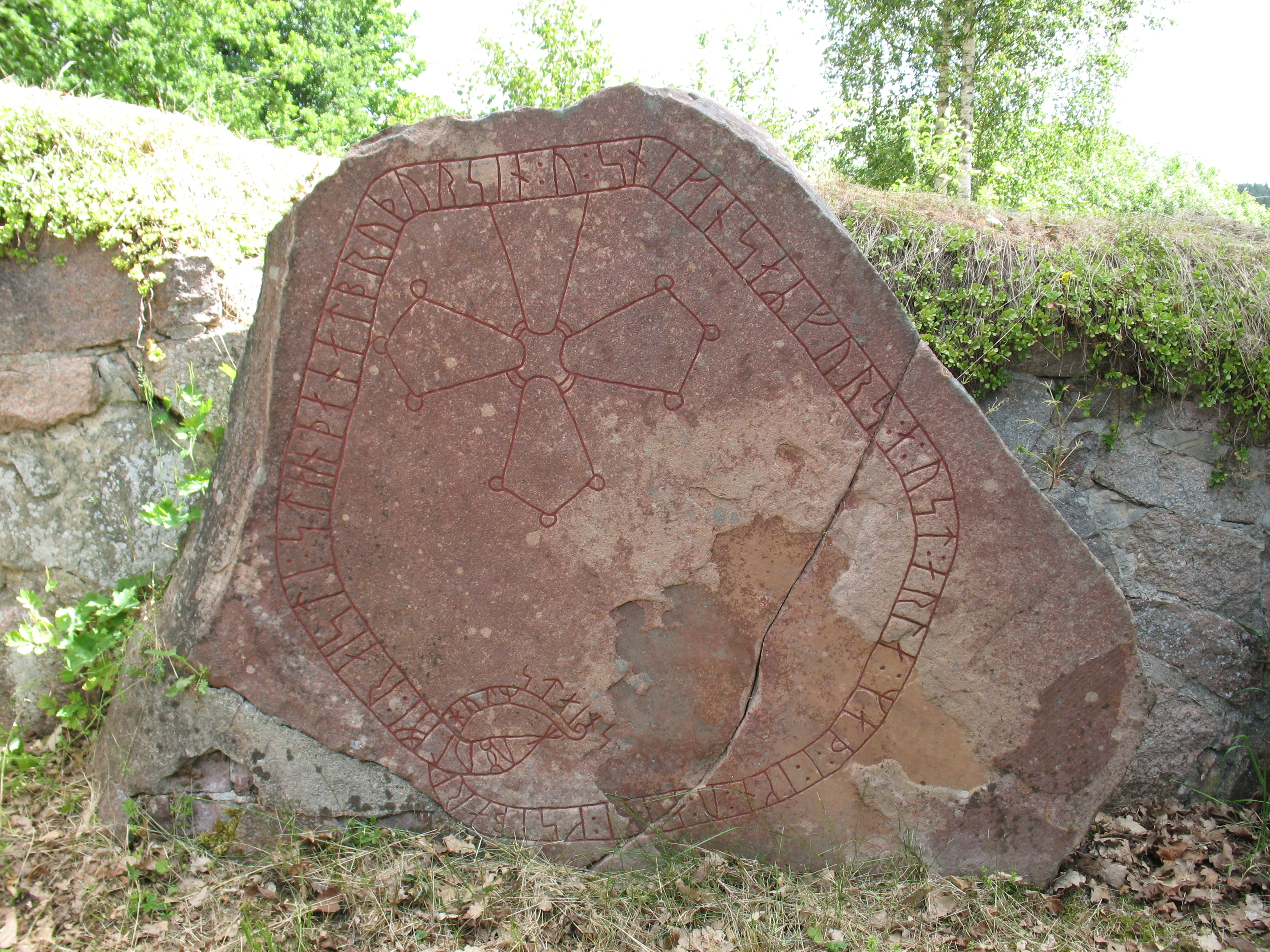
Pietra runica Sö 335

Questa pietra si trova nelle rovine della chiesa di Ärja, ed è in stile Fp. Contiene il termine skipari che significa "compagno di nave". Questo termine è stato trovato su una seconda pietra in Södermanland, e ci sono altre sei citazioni su pietra in Svezia e Danimarca meridionali. Da questo utilizzo, sembra che Holmsteinn fosse il capitano di una delle navi della spedizione, ed Ósníkinn un membro della sua ciurma.
La prima runa dell'iscrizione è apparentemente superflua, e potrebbe essere paragonata al fatto che il nome Ingvar è scritto con due rune-i iniziali. Non si sa per certo quale sia il nome scritto nelle prime rune, ma alcuni studiosi hanno ipòotizzato che si tratti del nome femminile Ulfvi. Un'altra ipotesi è che sia un errore nella scrittura di Ulfr o del più raro Ulfvid. Il nome Osnikin appare in mezza dozzina di iscrizioni in Uppland e Södermanland e significa, come osniken ancora nel moderno svedese, "generoso".
Traslitterazione latina:
u ulf=ui : raisti : stain þana| |at bruþur sin : u:snikin saR furs : a:ust:arla : maþ : i:ikn:u:ari : ksibari hulmstains
Trascrizione norrena:
UlfR(?) ræisti stæin þenna at broður sinn Osnikin, saR fors austarla með Ingvari, skipari Holmstæins.
Traduzione:
"Ulfr(?) eresse questa pietra in memoria del fratello Ósníkinn. Egli viaggiò ad est con Ingvarr; (egli fu) marinaio di Holmsteinn".

## Västmanland

### Vs 19

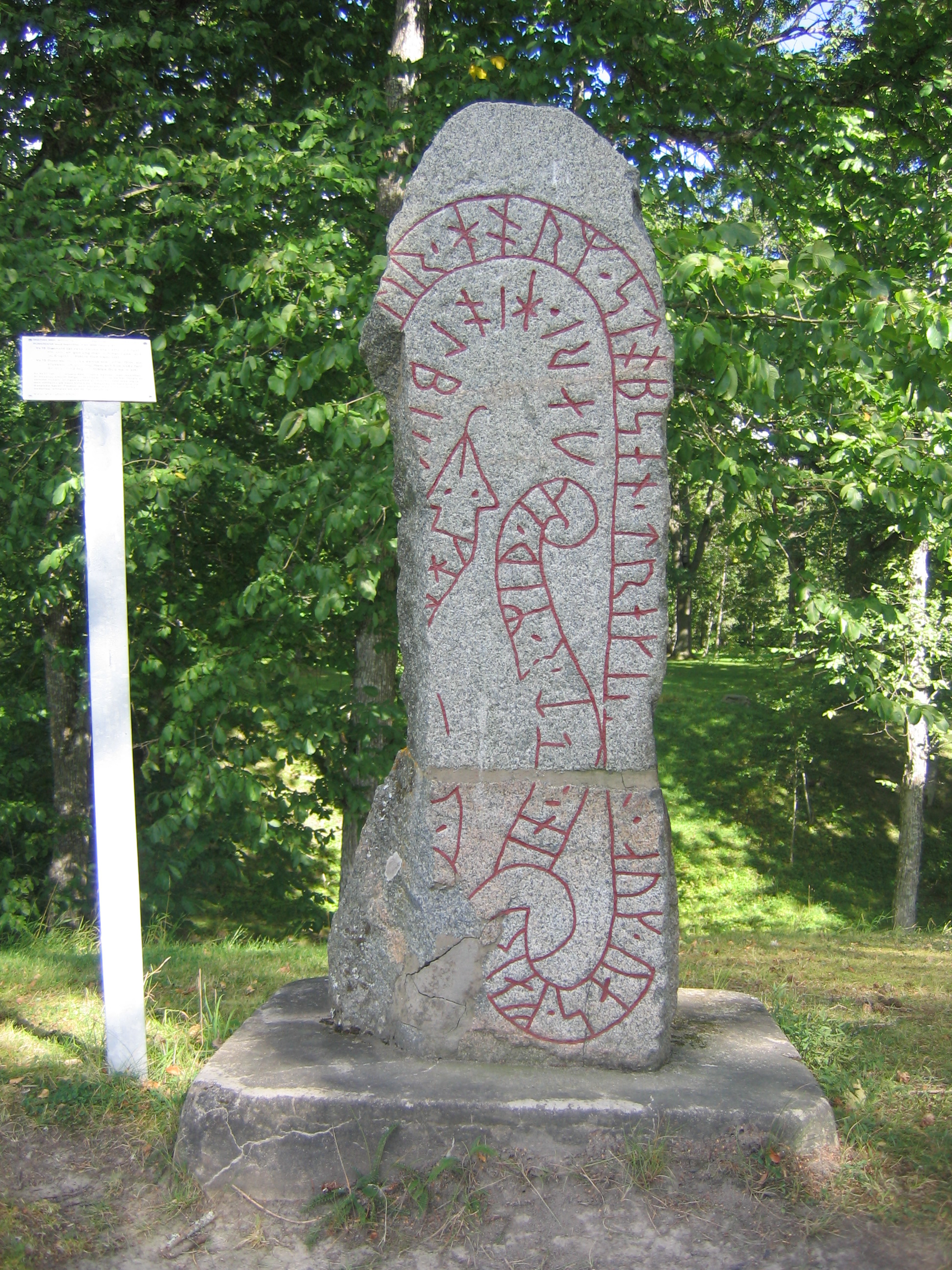
Pietra runica Vs 19

La pietra si trova a Berga, Skultuna. È in stile Fp ed è stata scolpita dallo stesso mastro runico della Vs 18. È datata 1040. Il nome Gunnvaldr dell'iscrizione combina i termini gunnr (guerra) e valdr (custode), mentre Ormr significa "serpente" o "dragone".
Traslitterazione latina:
khu[nal-](r) * [(l)it ... stain * þinsa ef]tir * horm * stob sen * trek| |ku-...n * auk * uas * farin * (o)(s)-r * miþ * ikuari * hiolbi k[-þ * salu h...ns *]
Trascrizione norrena:
Gunnal[d]r let [ræisa] stæin þennsa æftiR Orm, stiup sinn, dræng go[ða]n, ok vas farinn aus[t]r með Ingvari. Hialpi G[u]ð salu h[a]ns.
Traduzione:
"Gunnvaldr fece erigere questa pietra in memoria di Ormr, suo figliastro, uomo molto valoroso. Ed (egli) viaggiò ad est con Ingvarr. Possa Dio aiutare la sua anima".

## Östergötland

### Ög 145

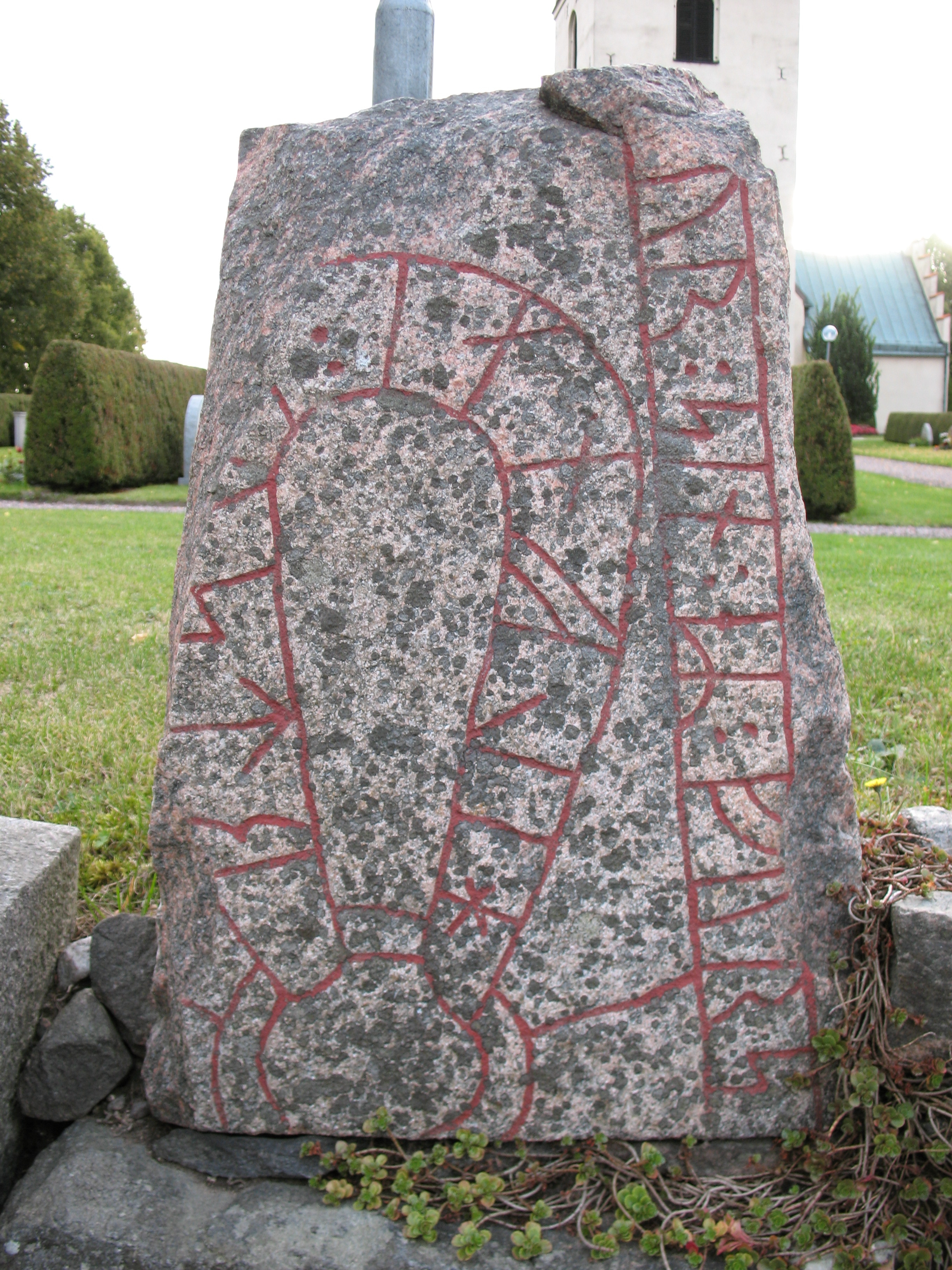
Pietra runica Ög 145

La pietra si trova nella chiesa di Dagsberg.
Traslitterazione latina:
ur : sin : eR : furs : ... hilfnai : (a)(u)str
Trascrizione norrena:
[fað]ur/[broð]ur sinn, eR fors ... hælfningi(?) austr.
Traduzione:
"suo padre/fratello, che morirono... truppe(?) nell'est".

### Ög 155

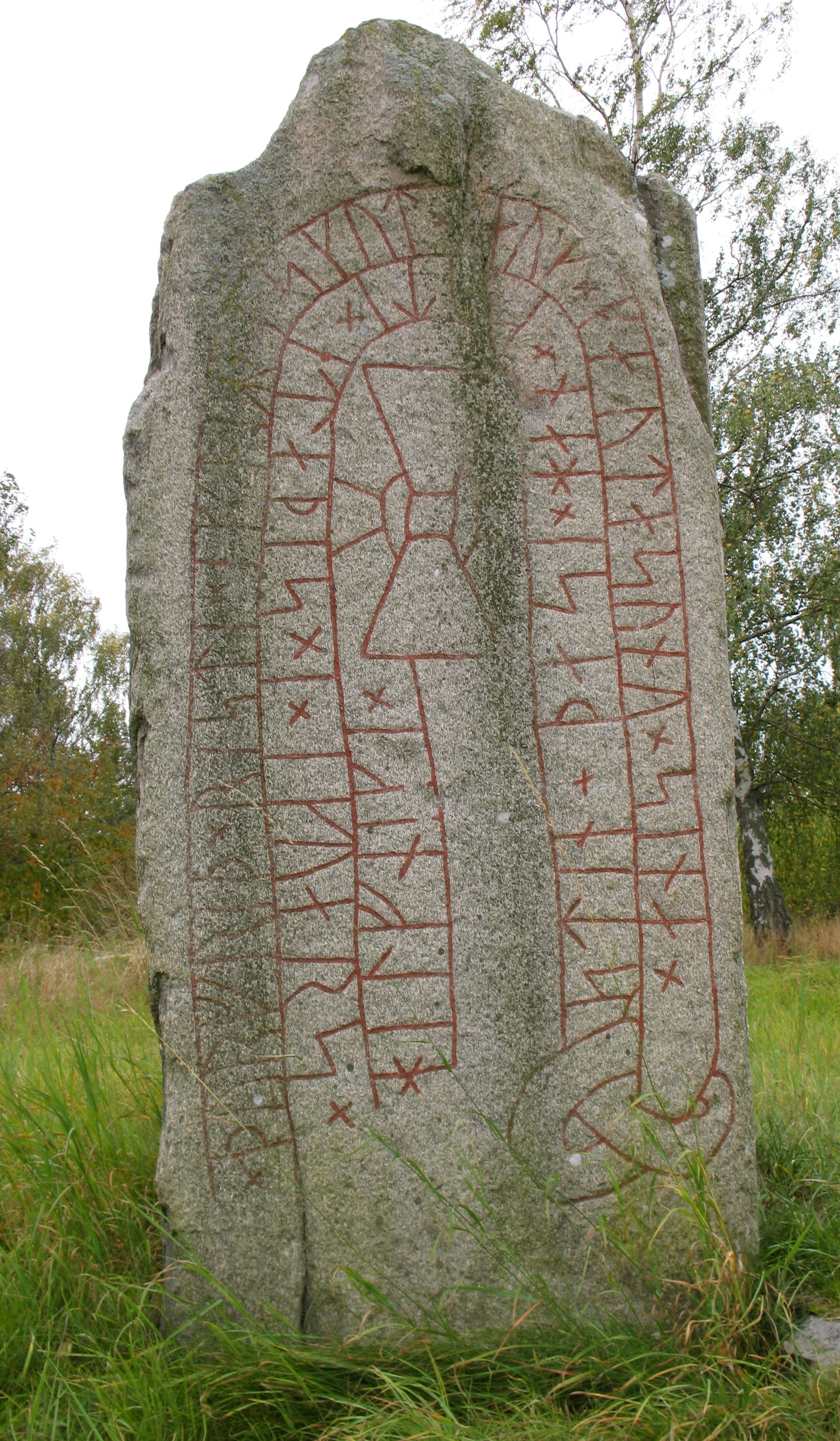
Pietra runica Ög 155

Questa pietra è stata categorizzata come stile RAK. Si trova a Sylten, ed è la più meridionale delle pietre di Ingvar. Fu scoperta nel XVII secolo e disegnata da Johan Hadorph, Petrus Helgonius e Petrus Törnewall. In seguito fu rovesciata e parzialmente coperta dal terreno. Nel 1896 fu rieretta dal proprietario del terreno di Bjällbrunna, e spostata a poca distanza.
Il termine helfningr (appare nel caso dativo come forma dialettale orientale hælfningi) era in origine una parola per "metà" ma può anche significare "truppa". Appare solo su un'altra pietra, situata nella chiesa di Dagsberg in Östergötland (Ög 145).
La runa-i può rappresentare sia il fonema i che e, che significa che il primo nome potrebbe essere il femminile Þorfríðr o il maschile Þorfreðr. Non si sa quindi se la pietra fu fatta erigere dal padre o dalla madre.
Ásgautr era un nome comune che appare in circa 30 iscrizioni runiche. Gauti (moderno Göte) era comunque raro nelle iscrizioni di epoca vichinga, e la sola altra pietra runica dove appare è la U 516 (anche se le iscrizioni danneggiate o non chiare sulle pietre Sö 14, G 65 e sulla norvegese N 331 sembrano mostrare un termine tradotto in Gauti). Si crede che indichi un abitante del Götaland, ovvero un Geato. Il nome Gaut apparve in questa parte di Scandinavia, ma anche in Svealand ed in Danimarca.
Traslitterazione latina:
þurfriþ × risti × eftiR × askut × auk × kauta sunu × sina × stin × þasi × han × kuti × etaþis × i × ikuars × hilfniki ×
Trascrizione norrena:
Þorfriðr/Þorfreðr ræisti æftiR Asgaut ok Gauta, sunu sina, stæin þannsi. Hann Gauti ændaðis i Ingvars hælfningi.
Traduzione:
"Þorfríðr/Þorfreðr eressero questa pietra in memoria di Ásgautr e Gauti, suoi figli. Gauti trovo la morte tra le truppe di Ingvarr".